# Stammliste von Castell
Die Stammliste von Castell beinhaltet alle bekannten Mitglieder des Hauses Castell, insbesondere die regierenden Herrscher der Grafschaft Castell und deren Zwischenglieder. Die Familie trat erstmals im 11. Jahrhundert in das Licht der Quellen, ab 1205 nannten sie sich Grafen und stiegen im Schatten der Würzburger Fürstbischöfe zu Grundherren zwischen Main und Steigerwald auf. In den Jahren 1265/1267 kam es zu einer ersten Linienspaltung: Fortan existierten die Linien Castell-Oberschloss und Castell-Unterschloss. Castell-Unterschloss verlosch jedoch bald wieder.
Nachdem bereits in den Jahrhunderten zuvor die Erbfolge nicht schriftlich geregelt war, kam es im Jahr 1597 zu einer neuerlichen Linienspaltung. Entstanden waren die Linien Alt-Castell-Rüdenhausen und Castell-Remlingen. Mit dem Erlöschen der Linie Alt-Castell-Rüdenhausen bildeten Mitglieder der Linie Castell-Remlingen 1803 zwei neue Linien. (Neu-)Castell-Rüdenhausen und Castell-Castell existieren bis heute fort. Zusätzlich etablierte sich ab 1898 die Nebenlinie Faber-Castell.

## Legende
| - (Nummer, römische Ziffer) – Kind gleichen Namens, Kind der x-ten Ehefrau - BuchstabeNummer – Generation: Buchstabe Generation, Nummer Kind - Name – Name der Person - Zählung – ohne Klammer: Vertreter des Namens, mit Klammer: Herrschernummer - * - geboren am, in - ~ - getauft am, in - † - gestorben am, in |  | - verm. - vermisst am, in - = - begraben in - ⚭ - Eheschließung/Hochzeit - römische Ziffer – Nummer der Hochzeit - (Datum) – Datum der Hochzeit - (civ.) – zivile Eheschließung - (rel.) – religiöse Eheschließung |  | - 0\|0 – Scheidung - Name – Name der Ehefrau/des Ehemanns - Tochter/Sohn von – Name der Eltern der Ehefrau - → - Verweis auf andere Liste - siehe hier – Link auf Nachkommen/Listenbeginn |

## Stammlisten

### Castell

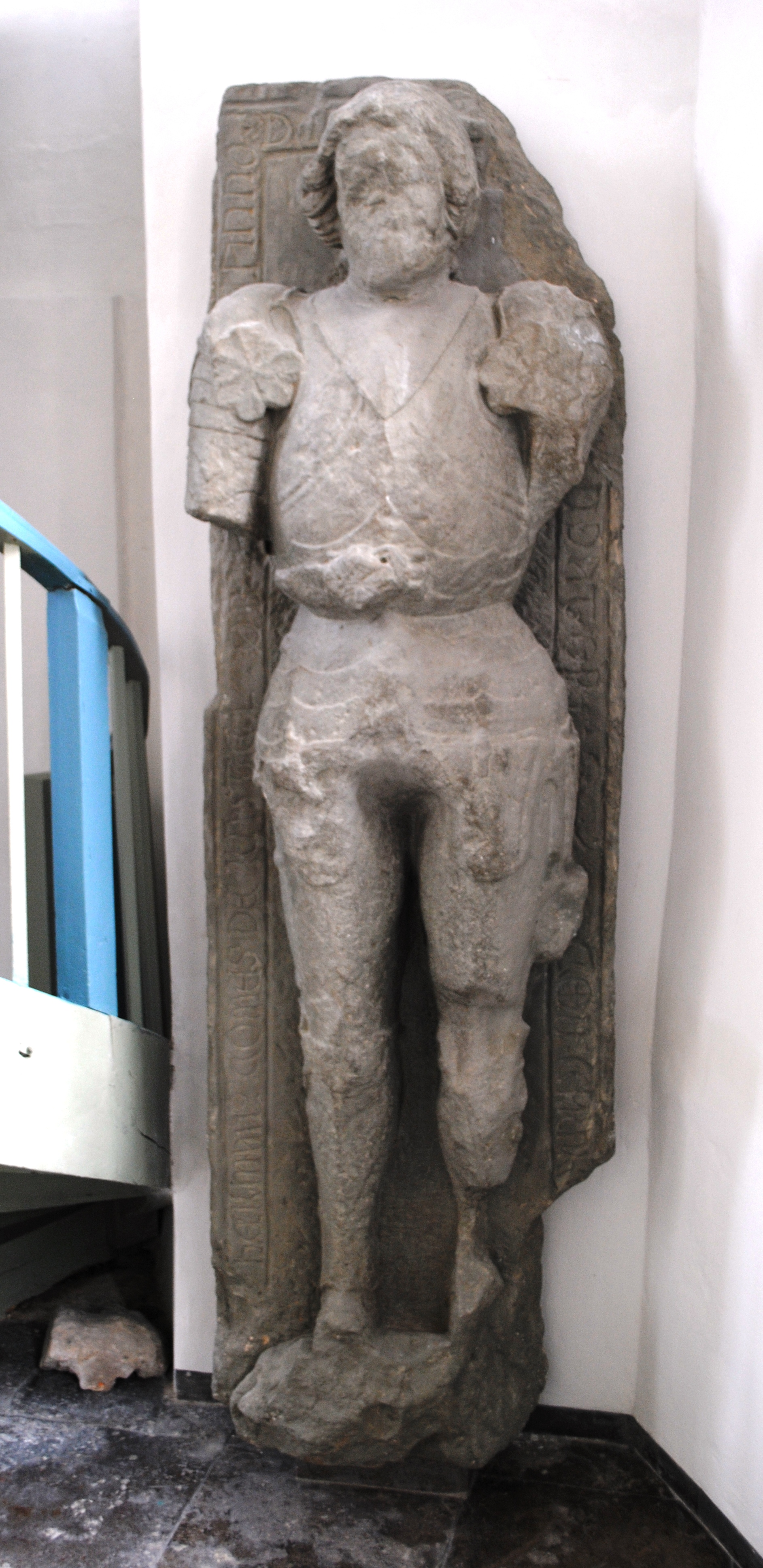
Das Epitaph des Hermann I. zu Castell in Rüdenhausen

- A1. Rupert I.; genannt 1057, 1091, 1115
- B1. Rupert II.; genannt 1130–1145
- C1. Rupert III.; genannt 1130–1189
- D1. Hermann I.; genannt 1130–1161
- E1. Albrecht I.[1]; genannt 1149, 1158
- F1. Rupert IV. (I.) zu Castell[2]; genannt 1190–1223; ab 1205 „comes“ (lat. Graf); ⚭ N.N.
  - G1. Ludwig zu Castell[2][3]; genannt 1227/1228
  - G2. Rupert V. (II.) zu Castell[2][3]; genannt 1223–1234; † vor 1240; ⚭ Hedwig
    - H1. Friedrich II. (I.) zu Castell[3]; genannt 1235/1251; † um 1251; ⚭ (vor 10. April 1250) Bertha von Henneberg, Tochter von Poppo VII. Graf zu Henneberg und Jutta von Thüringen
      - I1. Friedrich III. zu Castell[2][3]; genannt 1254; † nach 8. Mai 1255
      - I2. Heinrich II. (I.) zu Castell[2][3]; † nach 18. März 1307; ⚭ I. (15. Juli 1260) Sophia von Oettingen; † um 1270; ⚭ II. (vor 23. März 1273) Adelheid von Nürnberg a.d.H. Hohenzollern, Tochter von Burggraf Friedrich III. von Nürnberg und Elisabeth von Andechs-Meranien; † um 30. Mai 1307 → 1265/1267 Linienspaltung Castell-Unterschloss Nachkommen siehe hier
      - I3. Hermann II. (I.) zu Castell[2][3][4]; † vor 17. März 1289; = Kloster Vogelsburg; ⚭ (vor 21. Juli 1264) Sophia von Wildberg, Tochter von Mangold von Wildberg und N.N. → 1265/1267 Linienspaltung Castell-Oberschloss Nachkommen siehe hier
      - I4. Hedwig zu Castell[3]; genannt 1275, 1291; ⚭ (vor 26. März 1262) Gottfried V. von Ziegenhain, Sohn von Berthold I. von Ziegenhain und Eilika von Tecklenburg

    - H2. Heinrich I. zu Castell[3]; genannt 1235, 1254
    - H3. Albrecht II. zu Castell[2][3]; genannt 1258; † vor 7. Juni 1258

  - G3. Markward (Marquard) zu Castell[2][3]; genannt 1254

### Castell-Unterschloss
- A1. Heinrich II. (I.) zu Castell[2][3]; † nach 18. März 1307; ⚭ I. (15. Juli 1260) Sophia von Oettingen; † um 1270; ⚭ II. (vor 23. März 1273) Adelheid von Nürnberg a.d.H. Hohenzollern, Tochter von Friedrich III. von Nürnberg und Elisabeth von Andechs-Meranien; † um 30. Mai 1307
  - B1. Friedrich IV. zu Castell[2]; genannt 1293
  - B2. Berthold zu Castell[2]; † um 1300; ⚭ Guta von Weilnau; † 1320
  - B3. Rupert VI. zu Castell[2]; † 1334; ⚭ I. Margareta N.N.; ⚭ II. Wendel N.
    - C1. Adelheid zu Castell[2]; genannt 1322
    - C2. Anna zu Castell[2]; genannt 1339

  - B4. Konrad I. zu Castell[2]; genannt 1301
  - B5. Hermann III. (II.) zu Castell[2][3]; † vor 1331; ⚭ Margareta von Burgau, Tochter von Heinrich IV. Markgraf von Burgau → Linie erloschen, Besitz fiel an die Linie Oberschloss
    - C1. Friedrich V. zu Castell[2][3][4]; † 6. Mai 1325; = Kloster Vogelsburg
    - C2. Agnes zu Castell[2]; † nach 14. September 1365; ⚭ (1334) Gottfried IV. von Hohenlohe-Brauneck; † 1367/1368

  - B6. Hedwig zu Castell[3]; genannt 1309, 1331; = Kloster Schöntal; ⚭ (vor 5. November 1316) Albrecht von Hohenlohe genannt von Schelklingen zu Muecksmühl; † 16. April 1338, = Kloster Schöntal

### Castell-Oberschloss
- A1. Hermann II. (I.) zu Castell[2][3][4]; † vor 17. März 1289; = Kloster Vogelsburg; ⚭ (vor 21. Juli 1264) Sophia von Wildberg, Tochter von Mangold von Wildberg und N.N.
  - B1. Friedrich III. (II.) zu Castell[2][3]; † 1349; ⚭ I. (vor 1. Mai 1289) Williburg von Hohenlohe, Tochter von Gottfried I. von Hohenlohe-Brauneck; ⚭ II. Elisabeth von Nordenberg; † um 1358
    - C1. (1, I.) Friedrich VI. zu Castell; genannt 1311, 1367
    - C2. (I.) Hermann IV. (III.) zu Castell[2][3][4]; † 2. Februar 1363; = Kloster Vogelsburg; ⚭ Luckard
      - D1. Wilhelm I. zu Castell[3]; † 1. Mai 1399; ⚭ Elichin von Nassau-Hadamar, Tochter von Johann von Nassau-Hadamar und Elisabeth von Waldeck; † nach 1405
        - E1. Margarete (Margareta) zu (von) Castell[3]; genannt 1424, 1429

      - D2. Johann I. zu Castell[3]; † 24. Mai 1384 in Volkach

    - C3. (I.) Elisabeth zu Castell[3]; genannt 1315, 1326; ⚭ (vor 20. Oktober 1315) Friedrich von Stubenberg; † 1319
    - C4. (2, II.) Friedrich VII. (III.) zu Castell[2][3]; † vor 1379 in Großlangheim; ⚭ (vor 1364) Elichin/Adelheid von Nassau-Hadamar, Tochter von Johann von Nassau-Hadamar und Elisabeth von Waldeck; † nach 1405
      - D1. Leonhard I. () zu Castell[2][3]; * 1379; † 16. Juni 1426; ⚭ (1392/1406) Anna von Hohenlohe-Uffenheim, Tochter von Gottfried II. von Hohenlohe-Uffenheim und Anna von Henneberg-Schleusingen; † vor 1426
        - E1. Wilhelm II. zu Castell[3][5]; * 1415; † 7. August 1479; = Kloster Birklingen; ⚭ (vor 1435) Anna von Helfenstein, Tochter von Johann II. von Helfenstein und Irmgard von Kirchberg; † 6. November 1472, = Kloster Birklingen
          - F1. Leonhard II. zu Castell[2][5]; † 1452; = Kloster Birklingen
          - F2. Friedrich IX. (IV.) zu Castell[2][3][5]; * um 1435; † 12. Januar 1498; = Kloster Birklingen; ⚭ (1464) Elisabeth von Reitzenstein, Tochter von Thomas III. von Reitzenstein und Elisabeth von Luchow; † nach 31. Juli 1498/1499; = Kloster Birklingen
            - G1. Agnes zu Castell[2][3]; * 21. Januar 1466; † 26. Dezember 1502/1504 in Essleben; ⚭ (25. Februar 1479) Michael von Schwarzenberg, Herr von Hurblach, Sohn von Michael von Seinsheim, Herr zu Schwarzenberg und Ursula Grüner; † 10. September 1489
            - G2. Georg I. zu Castell[3][5]; * 28. März 1467; † 1506; = Kloster Birklingen
            - G3. Johann II. () zu Castell[3]; * 14. Juni 1468; † 1528; ⚭ Magdalena Röder
            - G4. Albrecht IV. zu Castell[3]; * 31. Mai 1469; † jung
            - G5. Ursula zu Castell[2][3]; * 25. Mai 1472; † 1527; ⚭ (vor 1495) Heinrich von Guttenstein
            - G6. Amelie zu Castell; * 16. Mai 1475; † jung
            - G7. Friedrich X. zu Castell[3]; * 30. September 1477; † 1500
            - G8. Veronica (Veronika) zu Castell[2][3]; * 2. November 1478; † um 1498
            - G9. Johann (Hans) Ernst zu Castell[2][3]; * 25. März 1480; † jung
            - G10. Wolfgang I. zu Castell[2][3]; * 14. März 1482; † 5. Juli 1546; ⚭ (18. März 1518) Martha von Wertheim, Tochter von Michael II. von Wertheim und Barbara von Eberstein, * 1485; † 23. Februar 1541
              - H1. Konrad I. () zu Castell[3][6]; * 10. Juli 1519 in Castell; † 8. Juli 1577 in Schmiedelfeld; ⚭ (1. Juli/August 1543 in Pforzheim) Elisabeth von Baden-Durlach, Tochter von Ernst von Baden-Durlach und Elisabeth von Brandenburg-Ansbach, * 20. Mai 1516; † 9. Mai 1568
                - I1. Martha zu Castell[3]; * 2. Mai 1544 in Castell; † 28. August 1607; = Gaildorf; ⚭ (31. März 1563) Heinrich I. zu Limpurg-Schmidelfeld, Sohn von Wilhelm III. zu Limpurg in Gaildorf und Anna von der Leiter, * 1534; † 31. Januar 1585
                - I2. Eva zu Castell[3]; * 12. April 1546; † 23. April 1570; ⚭ (13. Februar 1565) Siegmund von Hardegg; † 1599

              - H2. Margarethe zu Castell[3]; * 31. Oktober 1520; † 1534
              - H3. Friedrich XI. zu Castell[3][6]; * 29. Juli 1522 in Castell; † 16. September 1552 in Diedenhofen
              - H4. Magdalena zu Castell[6]; * 20. September 1523; † 1523
              - H5. Heinrich IV. zu Castell[3][6]; * 13. Februar 1525 in Schloss Stolberg; † 20. September 1595 in Remlingen; ⚭ Elisabeth zu Helfenstein-Wiesensteig, * 21. November 1527 in Speyer; † 2. November 1584 in Remlingen
              - H6. Barbara zu Castell[3]; * 7. September 1526; † 1530
              - H7. Georg II. zu Castell[3][6][7][8]; * 16. November 1527 in Castell; † 11./12. November 1597 in Rüdenhausen; = St. Peter und Paul, Rüdenhausen; ⚭ (16. August 1557 in Schloss Speckfeld, Speckfeld) Sophie zu Limpurg-Speckfeld, Tochter von Karl I. von Limpurg-Speckfeld und Ottilia von Schwarzburg-Sondershausen, * 24. März 1535 in Speckfeld; † 23. August/13. September 1588 in Rüdenhausen, = St. Peter und Paul, Rüdenhausen
                - I1. Wolfgang II. zu Castell(-Remlingen); * 20. Juli 1558 in Rüdenhausen; † 30. April 1631 in Remlingen; ⚭ I. (2. Juni 1581 in Lohra) Magdalena von Hohnstein, Tochter von Volkmar Wolfgang von Hohnstein und Margarethe von Barby-Mühlingen, * 6. Dezember 1563; † 8. August 1601 in Remlingen; ⚭ II. (1. Dezember 1605 in Weikersheim) Juliana von Hohenlohe-Neuenstein, Tochter von Wolfgang von Hohenlohe-Neuenstein und Magdalena von Nassau-Dillenburg, * 20. Juli 1571 in Neuenstein; † 8. März 1634 in Remlingen, = in Remlingen → 1597 Linienspaltung Castell-Remlingen Nachkommen siehe hier
                - I2. Ottilie zu Castell[8]; * 26. Juni 1562; † 20. Juli 1562; = St. Peter und Paul, Rüdenhausen
                - I3. Johann Philipp zu Castell[7]; * 21. Februar 1564 in Rüdenhausen; † 29. März 1565 in Kulmbach; = Petrikirche, Kulmbach
                - I4. Marie (Maria) zu Castell[3]; * 3. April 1565; † 9. Juli 1634; = Schmiedelfeld; ⚭ (24. September 1594) Karl II. zu Limpurg-Gaildorf und Schmiedelfeld, Sohn von Christoph III. zu Limpurg in Gaildorf und Eva zu Limpurg, * 13. November 1569; † 30. April 1631
                - I5. Martha zu Castell[7][8]; * 2. November 1567; † 24. September 1569; = St. Peter und Paul, Rüdenhausen
                - I6. Gottfried zu Castell(-Rüdenhausen)[8]; * 16. Januar 1577 in Rüdenhausen; † 6. August 1635 in Castell; = St. Peter und Paul, Rüdenhausen; ⚭ (16. September 1599) Anna Friederike zu Limpurg-Obersontheim, Tochter von Friedrich VII. zu Limpurg und Agnes zu Limpurg-Gaildorf, * 27. Juni 1580; † 12. August 1632 → 1597 Linienspaltung Alt-Castell-Rüdenhausen Nachkommen siehe hier

          - F3. Veronika zu Castell[3]
          - F4. Amelie zu Castell[3]

        - E2. Friedrich VIII. zu Castell[2][3]; † um 1431
        - E3. Elisabeth zu Castell[3]; † 1. Juli 1419; ⚭ (1413/1419) Thomas von Rieneck, Sohn von Ludwig VI. von Rieneck und Kunigunde von Sponheim; † 8. Februar 1431
        - E4. Barbara zu Castell[2][3]; † 1434/um 1440; = Kitzingen
        - E5. Anna zu Castell[3]; † 1432 in Kitzingen; = Kitzingen

      - D2. Albrecht III. zu Castell[3]; † vor 1379

    - C5. (II.) Peter zu Castell[2][3]; † vor 1378; ⚭ N.N.
      - D1. Katharina zu Castell; † 1386
      - D2. Benigna zu Castell[3]; genannt 1376, 1400; ⚭ (1357) Hans Blümlein

  - B2. Bertha zu Castell[3]; genannt 1295, 1337

### Alt-Castell-Rüdenhausen

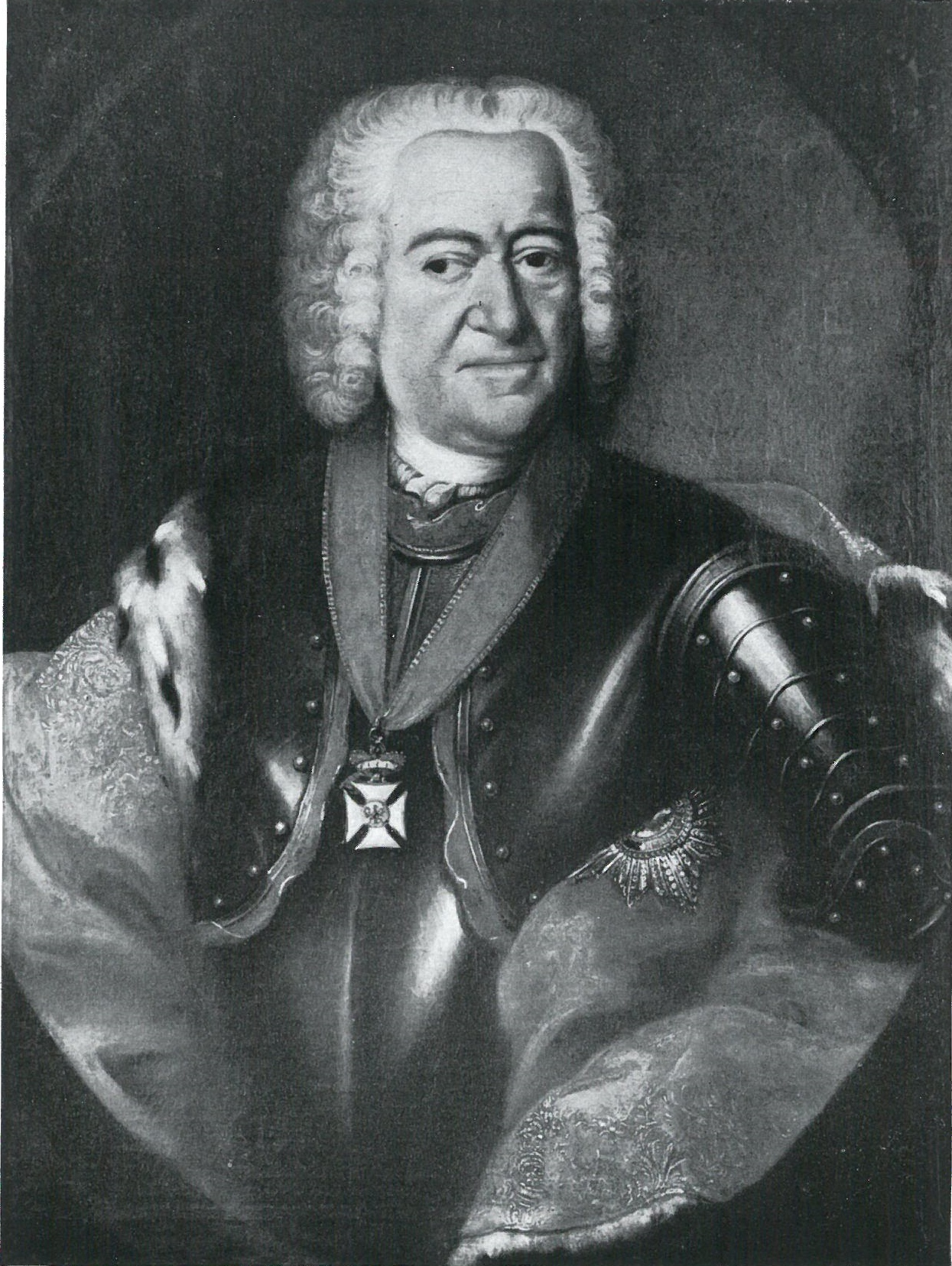
Das Porträt des Johann Friedrich zu Castell-Rüdenhausen

- A1. Gottfried zu Castell(-Rüdenhausen)[8]; * 16. Januar 1577 in Rüdenhausen; † 6. August 1635 in Castell; = St. Peter und Paul, Rüdenhausen; ⚭ (16. September 1599) Anna Friederike zu Limpurg-Obersontheim, Tochter von Friedrich VII. zu Limpurg und Agnes zu Limpurg-Gaildorf, * 27. Juni 1580; † 12. August 1632
  - B1. Georg Friedrich zu Castell-Rüdenhausen[8]; * 21. August 1600; † 28. März 1653; = St. Peter und Paul, Rüdenhausen; ⚭ (30. November 1636) Anna-Louise zu Limpurg-Speckfeld, Tochter von Philipp Ludwig zu Limpurg in Speckfeld und Barbara von Seinsheim, * 18. September 1619; † 26. August 1663; = St. Peter und Paul, Rüdenhausen
    - C1. Philipp Gottfried zu Castell-Rüdenhausen[8]; * 21. November 1641 auf Schloss Rüdenhausen; † 10. Januar 1681; = St. Peter und Paul, Rüdenhausen; ⚭ (6. Dezember 1670) Anna Sibylla Florentina von Salm, Wild- und Rheingräfin von Dhaun, Tochter von Johann Ludwig von Salm, Wild- und Rheingraf in Dhaun und Elisabeth von Salm, Wild- und Rheingräfin in Neufville, * 29. September 1648; † 12. März 1685, = St. Peter und Paul, Rüdenhausen
      - D1. Sophia Juliana zu Castell-Rüdenhausen; * 22. Februar 1673; † 17. Juli 1758 auf Schloss Almelo; ⚭ (8. Februar 1695 in Rüdenhausen) Adolf Hendrik van Rechteren, Herr von Almelo, Sohn von Joachim Adolf van Rechteren, Herr von Rechteren und Margriet van Haersolte, Frau von Westerveld und Haerst, * 10. März 1656; † 15. März 1731 auf Schloss Almelo
      - D2. Johann Friedrich I. () zu Castell-Rüdenhausen[8]; * 6. Februar 1675 in Rüdenhausen; † 23. Juni 1749 in Rüdenhausen; = St. Peter und Paul, Rüdenhausen; ⚭ I. (3. Februar 1695 in Castell) Charlotte Johanna zu Castell-Remlingen, Tochter von Wolfgang Dietrich zu Castell-Castell und Remlingen und Elisabeth Dorothea zu Limpurg-Obersontheim, * 14. September 1670 in Castell; † 5. Februar 1696 in Rüdenhausen, = St. Peter und Paul, Rüdenhausen; ⚭ II. (5. August 1696 in Öhringen) Karoline Luise zu Hohenlohe-Neuenstein, Tochter von Johann Friedrich I. zu Hohenlohe-Neuenstein und Öhringen und Louise Amöna zu Holstein-Norburg, * September 1671; † 1. Juni 1697, = St. Peter und Paul, Rüdenhausen; ⚭ III. (22. Februar 1699 in Drage) Catharina Hedwig zu Rantzau, Tochter von Christian Detlev zu Rantzau (Sohn des Christian zu Rantzau) und Katharina Hedwig von Brockdorff, * 6. Juni 1683 in Drage; † 12. März 1743 in Hamburg; ⚭ IV. (19. Juli 1743 in Rüdenhausen) Eleonore Christine zu Hohenlohe-Öhringen, Tochter von Johann Friedrich von Hohenlohe-Öhringen und Dorothea Sofie von Hessen-Darmstadt, * 1. März 1720 in Neuenstein; † 17. Februar 1746 in Rüdenhausen, = St. Peter und Paul, Rüdenhausen; ⚭ V. (23. Februar 1747 in Rüdenhausen) Magdalena Dorothea zu Hohenlohe-Ingelfingen, Tochter von Christian Kraft zu Hohenlohe-Ingelfingen und Maria Katherine zu Hohenlohe-Waldenburg, * 9. September 1705; † 18. April 1762, = St. Peter und Paul, Rüdenhausen
        - E1. (I.) Dorothea Karolina zu Castell-Rüdenhausen; * 26. Januar 1696 in Rüdenhausen; † 1. Dezember 1729; ⚭ (20. Januar 1723) Wilhelm Friedrich van Rechteren, Sohn von Adolf Hendrik van Rechteren, Herr von Almelo, Vriezenveen und der Vellner und Sophia Juliana zu Castell-Rüdenhausen, * 18. Januar 1701; † 14. Juli 1770
        - E2. (II.) Friederike Charlotte zu Castell-Rüdenhausen[8]; * 22. Mai 1697 in Rüdenhausen; † 5. Dezember 1698; = St. Peter und Paul, Rüdenhausen
        - E3. (III.) Friederike Eleonore zu Castell-Rüdenhausen; * 14. Mai 1701 in Rüdenhausen; † 21. März 1760 in Hamburg; ⚭ (2. Dezember 1721 in Rüdenhausen) Carl Friedrich zu Castell-Remlingen, Sohn von Wolfgang Dietrich zu Castell-Castell und Remlingen und Elisabeth Dorothea zu Limpurg-Obersontheim, * 16. April 1679 in Mannheim; † 9. Mai 1743 in Hamburg
        - E4. (III.) Wolfgang Christian zu Castell-Rüdenhausen[8]; * 7. Dezember 1702; † 16. Februar 1707; = St. Peter und Paul, Rüdenhausen
        - E5. (III.) Sophia zu Castell-Rüdenhausen[8]; * 9. April 1704; † 10. April 1704; = St. Peter und Paul, Rüdenhausen
        - E6. (III.) Wilhelmina Charlotte Luise zu Castell-Rüdenhausen[8]; * 12. April 1705; † 4. Februar 1707; = St. Peter und Paul, Rüdenhausen
        - E7. (III.) Philipp Friedrich zu Castell-Rüdenhausen[8]; * 31. Juli 1706; † 28. Oktober 1706; = St. Peter und Paul, Rüdenhausen
        - E8. (IV.) Friedrich Ludwig Carl Christian zu Castell-Rüdenhausen[9]; * 17. Februar 1746 in Rüdenhausen; † 7. Februar 1803 in Rüdenhausen; ⚭ I. (8. Juli 1767 in Greiz; 0|0 8. November 1769) Friederike zu Reuß, Tochter von Heinrich XI. zu Reuß und Conradine zu Reuß-Köstritz, * 9. Juli 1748 in Greiz; † 14. Juni 1816 in Prag; ⚭ II. (17. Januar 1770 in Rüdenhausen; 0|0 September 1777) Carolina von Voß, Tochter von Ernst Johann von Voß, zu Groß- und Klein-Giewitz und Schönau und Sophia von Pannewitz, * 15. Dezember 1755; † 2. März 1827 in Remlingen, = St. Johannes, Castell → 1803 Linie erloschen, Besitz fiel an Castell-Remlingen
          - F1. (II.) Johann Friedrich II. zu Castell-Rüdenhausen[8]; * 3. Oktober 1776 in Rüdenhausen; † 3. November 1776 in Rüdenhausen; = St. Peter und Paul, Rüdenhausen

      - D3. Philippina Eleonora zu Castell-Rüdenhausen[3][7]; * 3. Mai 1676 auf Schloss Rüdenhausen; † 19. Dezember 1757 in Menningshave/Zwolle; ⚭ (19. September 1706 in Almelo) Frederik Rudolph van Rechteren, Herr von Rechteren, Sohn von Joachim Adolf van Rechteren, Herr von Rechteren und Margriet van Haersolte, Frau von Westerveld und Haerst, * 3. Mai 1666; † 17. März 1742 Zwolle/Den Ham
      - D4. Elisabeth Dorothea Sybilla zu Castell-Rüdenhausen[7][8]; * 29. Mai 1677; † 5. April 1678; = St. Peter und Paul, Rüdenhausen
      - D5. Johann Gottfried zu Castell-Rüdenhausen[8]; * 27. Juni 1678; † 5. September 1679; = St. Peter und Paul, Rüdenhausen
      - D6. Johanna Elisabetha zu Castell-Rüdenhausen[8]; * 27. August 1679; † 19. Dezember 1757 in Rüdenhausen; = St. Peter und Paul, Rüdenhausen
      - D7. Christiane Charlotte Juliana zu Castell-Rüdenhausen[8]; * 19. Januar 1681; † 5. Dezember 1698 in Rüdenhausen; = St. Peter und Paul, Rüdenhausen

    - C2. Friedrich Ludwig zu Castell-Rüdenhausen[7][8]; * 21. Oktober 1642 in Rüdenhausen; † 8. Dezember 1680 in Rüdenhausen; = St. Peter und Paul, Rüdenhausen
    - C3. Heinrich Albrecht II. zu Castell-Rüdenhausen[8]; * 5. November 1643 in Rüdenhausen; † 3. August 1674 in Nürnberg; = St. Peter und Paul, Rüdenhausen
    - C4. Sophia Christina (Christiana) zu Castell-Rüdenhausen[8]; * 1. November 1644; † 20. Juni 1647; = St. Peter und Paul, Rüdenhausen
    - C5. Luise Juliana zu Castell-Rüdenhausen; * 24. Januar 1646 in Rüdenhausen; † 1. August 1687 in Wiesenbronn; = Wiesenbronn
    - C6. Maria Magdalena zu Castell-Rüdenhausen[8]; * 22. Juli 1647; † 11. April 1648 in Sommerhausen; = St. Peter und Paul, Rüdenhausen
    - C7. Eberhard zu Castell-Rüdenhausen[8]; * 17. Februar 1650 in Rüdenhausen; † 10. September 1674 in Frankenthal; = St. Peter und Paul, Rüdenhausen
    - C8. Johann Friedrich zu Castell-Rüdenhausen[8]; * 21. Mai 1651; † 12. August 1651; = St. Peter und Paul, Rüdenhausen
    - C9. Dorothea Elisabeth zu Castell-Rüdenhausen; * 24. Mai 1652 in Rüdenhausen; † 14. Februar 1726 in Würzburg

  - B2. Heinrich Albrecht I. zu Castell-Rüdenhausen; * 22. August 1603 in Rüdenhausen; † 25. Juli 1633 in Obersontheim; = in Obersontheim

### Castell-Remlingen

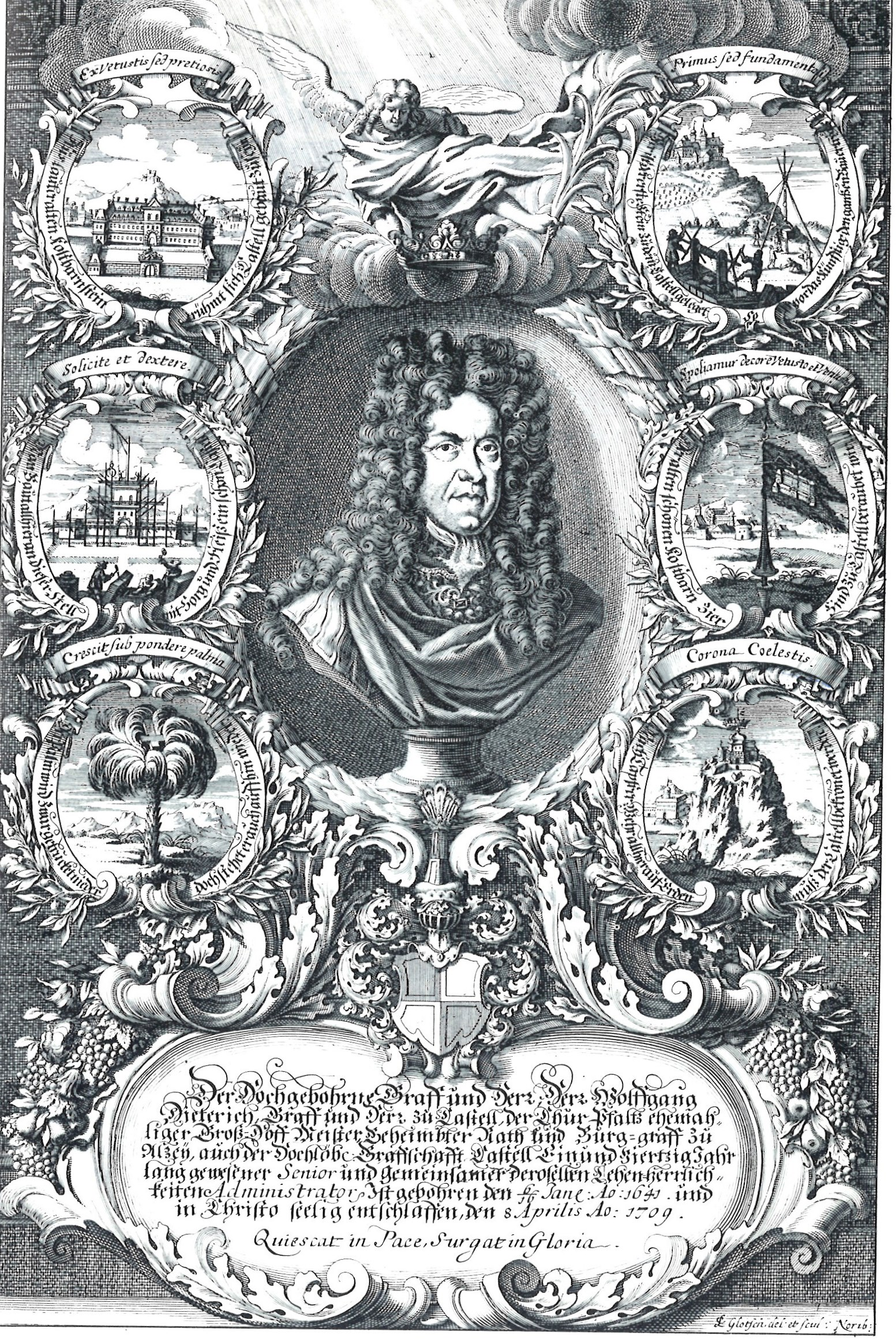
Das Porträt des Wolfgang Dietrich zu Castell-Remlingen

- A1. Wolfgang II. zu Castell(-Remlingen); * 20. Juli 1558 in Rüdenhausen; † 30. April 1631 in Remlingen; ⚭ I. (2. Juni 1581 in Lohra) Magdalena von Honstein, Tochter von Volkmar Wolfgang von Honstein und Margarethe von Barby-Mühlingen, * 6. Dezember 1563; † 8. August 1601 in Remlingen; ⚭ II. (1. Dezember 1605 in Weikersheim) Juliana von Hohenlohe-Neuenstein, Tochter von Wolfgang von Hohenlohe-Neuenstein und Magdalena von Nassau-Dillenburg, * 20. Juli 1571 in Neuenstein; † 8. März 1634 in Remlingen, = in Remlingen
  - B1. Wolfgang Georg I. zu Castell-Remlingen[3][7]; * 27. Januar 1610 in Remlingen; † 4./14. Mai 1668 in Remlingen; = Castell; ⚭ (20. November 1636 in Pfedelbach) Sophia Juliane von Hohenlohe-Pfedelbach, Tochter von Ludwig Eberhard zu Hohenlohe-Pfedelbach und Dorothea zu Erbach, * 15. Oktober 1620 in Pfedelbach; † 21. Januar 1682 in Obersulzbürg; = Obersulzbürg
    - C1. Georg Ludwig zu Castell-Remlingen; * 27. Oktober 1638 in Remlingen; † 11. April 1639 in Remlingen; = Remlingen
    - C2. Juliane Dorothea zu Castell-Remlingen[3][7]; * 30. Januar 1640 in Remlingen; † 5. Mai 1706 in Ingelfingen; = Langenburg; ⚭ (27. Juni/5. Juli 1658 in Langenburg) Heinrich Friedrich zu Hohenlohe-Langenburg, Sohn von Philipp Ernst zu Hohenlohe-Langenburg und Anna Maria zu Solms-Sonnenwalde, * 7. September 1625 in Langenburg; † 2. Juni 1699 in Langenburg
    - C3. Wolfgang Dietrich zu Castell-Castell und Remlingen[3][7]; * 6. Januar 1641 in Remlingen; † 8. April/Juli 1709 in Castell; = Castell; ⚭ I. (17. Juni/Juli 1667 in Remlingen) Elisabeth Dorothea zu Limpurg-Obersontheim, Tochter von Ludwig Kasimir zu Limpurg-Obersontheim und Dorothea Maria zu Hohenlohe-Pfedelbach, * 10. Oktober 1639 in Obersontheim; † 21. Dezember 1691 in Castell; = Castell; ⚭ II. (7. März 1693) Dorothea Renata von Zinzendorf und Pottendorf, Tochter von Maximilian Erasmus von Zinzendorf und Pottendorf und Anna Amalie von Dietrichstein-Hollenburg, * 23. September 1669 in Odenburg; † 22. Februar 1743 in Castell; = Castell
      - D1. (I.) Sophia (Sophie) Dorothea zu Castell-Remlingen; * 21. Juni 1668 in Remlingen; † 25. Dezember 1732 in Castell
      - D2. (I.) Christiana Theodora zu Castell-Remlingen[7]; * 12. Juni 1669 in Remlingen; † 15. August 1674 in Neustadt an der Aisch; = Castell
      - D3. (I.) Charlotte Johanna (Juliane) zu Castell-Remlingen[3][7]; * 14. September 1670 in Castell; † 5. Februar 1696 in Rüdenhausen; = Rüdenhausen; ⚭ (3. Februar 1695 in Castell) Johann Friedrich zu Castell-Rüdenhausen, Sohn von Philipp Gottfried zu Castell-Rüdenhausen und Anna Sibylla Florentina von Salm, Wild- und Rheingräfin von Dhaun, * 6. Februar 1675 in Rüdenhausen; † 23. Juni 1749 in Rüdenhausen
      - D4. (I.) Luise Florina zu Castell-Remlingen[7]; * 27. April 1672 in Castell; † 27. Juli 1676 in Castell; = Castell
      - D5. (I.) Christiana Elisabeth zu Castell-Remlingen; * 21. Juni 1674 in Neustadt an der Aisch; † 16. März 1717 in Neuenstein
      - D6. (I.) Carl (Karl) Friedrich Gottlieb zu Castell-Remlingen[3][7]; * 16. April 1679 in Mannheim; † 9. Mai 1743 in Hamburg; = Itzehoe; ⚭ (2. Dezember 1721 in Rüdenhausen) Friederike Eleonore zu Castell-Rüdenhausen, Tochter von Johann Friedrich zu Castell-Rüdenhausen und Catharina Hedwig zu Rantzau, * 14. Mai 1701 in Rüdenhausen; † 21. März 1760 in Hamburg
        - E1. Christiane Charlotte Friederike zu Castell-Remlingen[3][7]; * 5. September 1722 in Remlingen; † 20./22. Dezember 1773 in Altona/Kopenhagen; ⚭ (26. Mai 1745 in Hamburg) Christian Günther zu Stolberg-Stolberg, Sohn von Christoph Friedrich von Stolberg-Stolberg und Henriette von Bibran und Modlau, * 9. Juli 1714 in Stolberg; † 22. Juni 1765 in Aachen
        - E2. Franziska Henriette Eleonore zu Castell-Remlingen; * 7. Januar 1725 in Remlingen; † 27. November 1806 in Abtswind; = Abtswind; ⚭ (22. Februar 1750 in Hamburg) Friedrich Christian von Bülow; † 1. Oktober 1763
        - E3. Friedrich August Gottlieb zu Castell-Remlingen; * 2. Januar 1729 in Castell; † 24. März 1738 in Rüdenhausen; = Rüdenhausen
        - E4. Catharina Hedwig zu Castell-Remlingen[3][7][9]; * 25. Oktober 1730 in Rüdenhausen; † 17. Januar 1781/1783 in Castell; = St. Johannes, Castell; ⚭ (25. Oktober 1761 in Rüdenhausen) Christian Friedrich Carl zu Castell-Remlingen, Sohn von Wolfgang Georg zu Castell-Castell und Friederike Johanne von Ortenburg, * 26. Februar 1730 in Castell; † 15. Oktober 1773 in Castell
        - E5. Friederike Luise Amöne zu Castell-Remlingen, Erbin von Breitenburg; * 24. Juli 1732 in Remlingen; † 21. August 1802 in Breitenburg; = Castell; ⚭ (23. Dezember 1761 in Hamburg) Friedrich von Rantzau-Ahrensburg; † 15. Juni 1806 in Rastorff
        - E6. Christian Adolf zu Castell-Remlingen; * 22. Februar 1736 in Dresden; † 11. Juli 1762 in Hamburg; = Ørslev, Dänemark; ⚭ (8. Juli 1757 in Kiel) Christina Sophia von Holstein, Tochter von Friedrich Conrad von Holstein und Lucia Henriette Blome, * 23. November 1740 in Farve; † 16. März 1772 in Hamburg, = Ørslev
        - E7. Johanna Elisabeth Henriette zu Castell-Remlingen[3][7]; * 16. Januar 1738; † 7./17. Januar 1739

      - D7. (II.) Eleonore Auguste Amalie zu Castell-Remlingen; * 27. Dezember 1693 in Castell; † 25. Mai 1712 in Castell; = in Castell
      - D8. (II.) Wolfgang Georg II. zu Castell-Castell; * 20. September 1694 in Castell; † 22. September 1735 in Castell; = Castell; ⚭ (27. März 1727 in Ortenburg) Friederike Johanne zu Ortenburg, Tochter von Johann Georg zu Ortenburg und Maria Albertina von Nassau-Usingen, * 1. Februar 1712; † 23. Mai 1758 in Castell, = in Castell
        - E1. Albertine Karoline Dorothea zu Castell-Remlingen; * 20. Dezember 1727 in Castell; † 20. Juni 1728 in Castell; = in Castell
        - E2. Charlotte Henriette zu Castell-Remlingen[9]; * 23. Februar 1729 in Castell; † 21. Juli 1797 in Castell; = St. Johannes, Castell
        - E3. Christian Friedrich Carl zu Castell-Remlingen[9]; * 26. Februar 1730 in Castell; † 15. Oktober 1773 in Castell; = St. Johannes, Castell; ⚭ (25. Oktober 1761 in Rüdenhausen) Catharina Hedwig zu Castell-Rüdenhausen, Tochter von Carl-Friedrich zu Castell-Remlingen und Friederike Eleonore zu Castell-Rüdenhausen, * 25. Oktober 1730 in Rüdenhausen; † 17. Januar 1783 in Castell
          - F1. Albrecht Friedrich Carl zu Castell-Castell[3][7][9]; * 2. Mai 1766 in Remlingen; † 11. April 1810 in Castell; = St. Johannes, Castell; ⚭ (30. April 1788 in Castell) Amalie zu Löwenstein-Wertheim-Virneburg, Tochter von Johann Karl zu Löwenstein-Wertheim-Freudenberg und Dorothea Maria von Hessen-Philippsthal-Barchfeld, * 2. April 1771 in Wertheim; † 25. Mai 1823 in Rüdenhausen, = St. Johannes, Castell → 1803 Linienspaltung Castell-Castell Nachkommen siehe hier
          - F2. Christian Ludwig Ferdinand zu Castell-Remlingen; * 14. April 1768 in Rüdenhausen; † 16. Dezember 1768 in Remlingen
          - F3. Karoline zu Castell-Remlingen[7]; * 22. April 1770 in Rüdenhausen; † 19. Mai 1771 in Remlingen
          - F4. Christian Friedrich zu Castell-Rüdenhausen und Remlingen[9]; * 21. April 1772 in Remlingen; † 28. März 1850 in Rüdenhausen; = St. Johannes, Castell; ⚭ I. (21. April 1797 in Angern, 0|0 1803) Albertine von der Schulenburg, Tochter von Alexander Friedrich von der Schulenburg und Louise Eleonore von Bismarck, * 16. Februar 1778 in Magdeburg; † 30. Oktober 1838 in Muskau; ⚭ II. (25. Juni 1804, 0|0 1811) Louise Karoline zu Ortenburg, Tochter von Karl Albrecht zu Ortenburg und Christiane Louise zu Salm, Wild- und Rheingräfin in Rheingrafenstein, * 15. Januar 1782 in Ortenburg; † 15. Dezember 1847 in Augsburg; ⚭ III. (2. August 1812 in Castell) Amalie zu Löwenstein-Wertheim-Virneburg, Tochter von Johann Karl zu Löwenstein-Wertheim-Freudenberg und Dorothea Maria von Hessen-Philippsthal-Barchfeld, * 2. April 1771 in Wertheim; † 25. Mai 1823 in Rüdenhausen → 1803 Linienspaltung Neu-Castell-Rüdenhausen Nachkommen siehe hier

        - E4. (1.) Friedrich Wolfgang zu Castell-Castell; * 28. März 1731 in Castell; † 31. März 1731 in Castell; = Castell
        - E5. (2.) Friedrich Wolfgang zu Castell-Castell; * 29. Februar 1732 in Castell; † 2. Mai 1732 in Castell; = Castell
        - E6. Georg Wilhelm zu Castell-Castell; * 26. Januar 1733 in Castell; † 13. August 1733 in Castell; = in Castell
        - E7. Sophie Charlotte zu Castell-Castell[3][7]; * 23. April 1734 in Castell; † 9. Dezember 1772 in Wertheim; ⚭ (24. September 1769/1. Mai 1770 in Wertheim) Bernhard Friedrich Firnhaber; † nach 1798
        - E8. Albertine Renate zu Castell-Castell; * 2. Juli 1735 in Castell; † 21. Januar 1804 in Kirchberg; = Kirchberg; ⚭ (10. April 1778 in Remlingen) Friedrich Eberhard zu Hohenlohe-Kirchberg; † 21. Januar 1804 in Kirchberg

      - D9. (II.) Charlotte Luise Renata zu Castell-Remlingen; * 24. November 1696 in Castell; † 6. Januar 1699
      - D10. (II.) Ludwig Theodor zu Castell-Remlingen[3][7]; * 2. November 1698 in Castell; † 11. November/Dezember 1698 in Castell; = in Castell
      - D11. (II.) Karoline Friederike Luise zu Castell-Remlingen[7]; * 15. Mai 1702 in Castell; † 17. Februar 1748 in Rehweiler; = in Castell
      - D12. (II.) Sophie Theodora zu Castell-Remlingen[3][7]; * 12. Mai 1703 in Castell; † 8. Januar 1777 in Herrnhut; ⚭ (2./7. September 1721 in Castell) Heinrich XXIX. Reuß zu Ebersdorf, Sohn von Heinrich X. Reuß zu Ebersdorf und Erdmuthe Benigna zu Solms-Laubach, * 21. Juli 1699 in Ebersdorf; † 22. Mai 1747 in Herrnhaag
      - D13. (II.) August Franz Friedrich zu Castell-Castell[9]; * 31. Juli 1705 in Castell; † 16. Mai 1767 in Castell; = St. Johannes, Castell; ⚭ (15. Juli 1737 in Branitz) Luise Henriette von Pückler zu Wolkenberg und Stradow, Tochter von Erdmann von Pückler, Freiherr von Groditz und Constantia von Ilgen, * 7. Oktober 1719; † 14. März 1783 in Castell, = St. Johannes, Castell
        - E1. Dorothea Augusta Erdmutha Henriette zu Castell-Castell[7]; * 19. Februar 1740 in Branitz; † 13. April 1740 in Branitz

      - D14. (II.) Ludwig Friedrich zu Castell-Remlingen[9]; * 23. Februar 1707 in Castell; † 22. Juni 1772 in Rehweiler; = St. Johannes, Castell; ⚭ (10. Dezember 1744 in Wernigerode) Ferdinande Adriana zu Stolberg-Wernigerode, Tochter von Christian Ernst zu Stolberg-Wernigerode und Sophie Charlotte von Leiningen-Westerburg, * 15. Juni 1718; † 12. Dezember 1787; = St. Johannes, Castell

    - C4. Georg Albrecht zu Castell-Remlingen[3][7]; * 19. Mai 1642; † 16. März/Mai 1643
    - C5. Philipp Gottfried zu Castell-Remlingen[7]; * 29. Juni 1643; † 17. November 1643 in Remlingen
    - C6. Sophie Luise zu Castell-Remlingen[3][7]; * 8. Juli 1645; † 19. Juli 1717 in Castell; = in Castell; ⚭ (25. Februar/September 1666) Albrecht Friedrich von Wolfstein, Sohn von Johann Friedrich von Wolfstein und Barbara Teufel zu Gundersdorf, * 13. Mai 1644; † 6. November 1693
    - C7. Friedrich Magnus zu Castell-Remlingen; * 6. Oktober 1646 in Remlingen; † 17. April 1717 in Augsburg; = Augsburg; ⚭ I. (17. November 1678 in Öttingen) Susanna Johanna zu Oettingen-Oettingen, Tochter von Joachim Ernst zu Öttingen-Öttingen und Anna Dorothea zu Hohenlohe-Neuenstein, * 16. September 1643; † 28. November 1713 in Remlingen; ⚭ II. (2. April 1714) Maria Anna Augusta Fatma; † 5. Mai 1755 in Markdorf
      - D1. (I.) Leopold Friedrich Ernst zu Castell[7]; * 27. Juli 1679 Kirchheim unter Teck; verm. 21. August 1702 in Landau; = Waghäusel

    - C8. Johann Philipp zu Castell-Remlingen; * 4. August 1648; † 23. November 1648
    - C9. Bernhard (Eberhard) Friedrich zu Castell-Remlingen[3][7]; * 26. August 1652 in Stuttgart; † 26. Dezember 1672 in Münster; = in der St. Ludgeri-Kirche, Münster

### Neu-Castell-Rüdenhausen
- A1. Christian Friedrich zu Castell-Rüdenhausen und Remlingen[9]; * 21. April 1772 in Remlingen; † 28. März 1850 in Rüdenhausen; = St. Johannes, Castell; ⚭ I. (21. April 1797 in Angern, 0|0 1803) Albertine von der Schulenburg, Tochter von Alexander Friedrich von der Schulenburg und Louise Eleonore von Bismarck, * 16. Februar 1778 in Magdeburg; † 30. Oktober 1838 in Muskau; ⚭ II. (25. Juni 1804, 0|0 1811) Louise Karoline zu Ortenburg, Tochter von Karl Albrecht zu Ortenburg und Christiane Louise zu Salm, Wild- und Rheingräfin in Rheingrafenstein, * 15. Januar 1782 in Ortenburg; † 15. Dezember 1847 in Augsburg; ⚭ III. (2. August 1812 in Castell) Amalie zu Löwenstein-Wertheim-Virneburg, Tochter von Johann Karl zu Löwenstein-Wertheim-Freudenberg und Dorothea Maria von Hessen-Philippsthal-Barchfeld, * 2. April 1771 in Wertheim; † 25. Mai 1823 in Rüdenhausen
  - B1. (II.) Ludwig Franz Adolf Friedrich Carl Erbgraf zu Castell-Rüdenhausen[7][9]; * 15. März 1805 in Nürnberg; † 11. Juni 1849 in Rüdenhausen; = St. Johannes, Castell; ⚭ I. (21. September 1827 in Bayreuth) Clara zu Rantzau, Tochter von August von Rantzau und Sophie von Bothmer, * 29. Mai 1807; † 30. Juni 1838 in Kirchschönbach, = St. Johannes, Castell; ⚭ II. (8. Juni 1840 in Rossbach) Marie von Thüngen, Tochter von Carl von Thüngen und Natalie von Thümmel, * 18. Juli 1818 in Thüngen; † 24. Oktober 1888 in Rüdenhausen, = St. Johannes, Castell
    - C1. (I.) Sophie Luise Emilie Conradine Friederike Caroline Wilhelmine zu Castell-Rüdenhausen; * 2. September 1828 in Rüdenhausen; † 17. Oktober 1881 in Gernsbach; ⚭ (29. September 1864 in Watthalden) Julius von Gemmingen-Steinegg, * 5. Mai 1838 in Breisach; † 29. Februar 1912 in Baden-Baden
    - C2. (I.) Wolfgang August Christian Friedrich Carl Erwein Fürst zu Castell-Rüdenhausen; * 21. April 1830 in Rüdenhausen; † 13. Januar 1913 in Rüdenhausen; ⚭ (17. Mai 1859 in Büdingen) Emma zu Ysenburg und Büdingen in Büdingen, Tochter von Ernst Casimir II. Fürst zu Ysenburg-Büdingen-Büdingen und Thekla zu Erbach-Fürstenau, * 23. Februar 1841 in Büdingen; † 22. April 1926 in Rüdenhausen
      - D1. Siegfried Friedrich Casimir Adolf Kuno Erbgraf zu Castell-Rüdenhausen; * 17. März 1860 in Rüdenhausen; † 2. Februar 1903 in Santiago de Chile
      - D2. Casimir Friedrich Fürst zu Castell-Rüdenhausen; * 10. März 1861 in Rüdenhausen; † 25. April 1933 in Rüdenhausen; ⚭ (1. September 1905 in Schloss Middachten, Rheden) Mechtild von Bentinck, * 20. Dezember 1877 in Middachten; † 13. Dezember 1940 in Rüdenhausen
        - E1. Marie zu Castell-Rüdenhausen; * 8. März 1907 in Düsseldorf; † 11. Februar 1980 in Oberstaufen
        - E2. Rupert Wolfgang Wilhelm Friedrich Casimir Fürst zu Castell-Rüdenhausen; * 1. Juni 1910 in Düsseldorf; verm. 28. August 1944 in Rumänien; für tot erklärt 19. Mai 1951
        - E3. Martha zu Castell-Rüdenhausen; * 19. Januar 1912; † 10. August 1924
        - E4. Elisabeth Clea Frieda Amalie Irmgard Emma Marie Hedwig zu Castell-Rüdenhausen; * 24. August 1914 Rüdenhausen; † 1. August 2011 in Uffing; ⚭ I. (26. April 1939 in Rüdenhausen) Friedrich Wolfgang zu Castell-Rüdenhausen, * 1906; † 1940; ⚭ II. (11. Januar 1947 in Rüdenhausen) Theodor Düvelius, * 16. Mai 1916 in Wilhelmshaven; † 6. Oktober 2009 in Uffing
        - E5. Siegfried Casimir Friedrich Fürst zu Castell-Rüdenhausen; * 16. Februar 1916 in Rüdenhausen; † 16. November 2007; ⚭ (17. Oktober 1946 in Laubach) Irene zu Solms-Laubach, * 25. Juni 1925 in Laubach; † 16. Dezember 2006 in Rüdenhausen
          - F1. Johann Friedrich Fürst zu Castell-Rüdenhausen; * 27. Januar 1948 in Rüdenhausen; † 30. Oktober 2014; ⚭ (11. Juni 1983 in Quinta da Bela Vista a Piedade, Portugal) Maria von Schönborn-Wiesentheid, * 28. Juli 1958 in Würzburg
            - G1. Otto Friedrich Carl Fürst zu Castell-Rüdenhausen; * 31. Mai 1985 in Würzburg; ⚭ (standesamtlich 29. Dezember 2018 in Rüdenhausen, kirchlich 15. Juni 2019 in Wien) Sophia Mautner von Markhof, * 1989
            - G2. Olga Graziella zu Castell-Rüdenhausen; * 31. Januar 1987 in Würzburg; ⚭ (22. September 2012 in Rüdenhausen (civ.), 6. Oktober 2012 in Sintra (rel.)) Dominik zu Löwenstein-Wertheim-Rosenberg, * 7. März 1983 in Frankfurt am Main
            - G3. Anna Magdalena zu Castell-Rüdenhausen; * 8. März 1989 in Würzburg
            - G4. Anton Georg Friedrich zu Castell-Rüdenhausen; * 4. März 1992 in Würzburg

          - F2. Manto Friedrich zu Castell-Rüdenhausen; * 31. Januar 1949 in Rüdenhausen; ⚭ (28. Juli 1984 in Rüdenhausen) Eva Lorenz, * 26. März 1964 in Werfen
            - G1. Marie Karoline Johanna Mechtild zu Castell-Rüdenhausen; * 17. Januar 1985 in Kitzingen

          - F3. Donata Emma zu Castell-Rüdenhausen; * 20. Juni 1950 in Rüdenhausen; † 5. September 2015 in Traunstein; ⚭ I. (24. Mai 1975 in Rüdenhausen) Louis Ferdinand Prinz von Preußen, * 25. August 1944 in Golzow; † 11. Juli 1977 in Bremen; ⚭ II. (9. Februar 1991 in Rüdenhausen) Friedrich August Herzog von Oldenburg, * 11. Januar 1936 in Rastede
          - F4. Christian Friedrich Casimir zu Castell-Rüdenhausen; * 8. August 1952 in Rüdenhausen; † 21. Januar 2011 in Kasteel Twickel; ⚭ (16. September 1977 in St. Michielsgestel, Nord-Brabant (civ.), 17. September 1977 in Vught (rel.)) Carolina Hintzen, * 7. Dezember 1952 in Vught
            - G1. Juriaan Georg Frederik zu Castell-Rüdenhausen; * 19. Juni 1978 in Amsterdam
            - G2. Roderik Frederik zu Castell-Rüdenhausen; * 19. Juni 1980 in Amsterdam; ⚭ (17. Mai 2014 in Delden (civ.), 7. Juni 2014 (rel.)) Elisabeth Lotgering
              - H1. Alexander zu Castell-Rüdenhausen; * 2015

            - G3. Clara Marie zu Castell-Rüdenhausen; * 30. Dezember 1983 in Hengelo, Niederlande

          - F5. Rupert Friedrich zu Castell-Rüdenhausen; * 25. September 1954 in Rüdenhausen; ⚭ I. (2. Februar 1979 in Rüdenhausen (civ.), 3. Februar 1979 in Rüdenhausen (rel.)) Alexandra von Werthern, * 6. November 1952 in Büdingen; ⚭ II. (19. Juni 2004 in Essingen) Alexandra von Unger, * 31. März 1962 in Heidenheim an der Brenz
            - G1. (I.) Philipp Rupert Friedrich Franz zu Castell-Rüdenhausen; * 24. Juli 1979 in Dettelbach
            - G2. (I.) Leopold Rupert Friedrich zu Castell-Rüdenhausen; * 25. April 1981 in Dettelbach
            - G3. (I.) Sophia Marie Walpurgis Irene zu Castell-Rüdenhausen; * 18. Juli 1983 in Dettelbach; † 23. März 1987 in Abtswind
            - G4. (I.) Gloria Donata zu Castell-Rüdenhausen; * 31. Januar 1987 in Kitzingen

          - F6. Karl Friedrich zu Castell-Rüdenhausen; * 21. Oktober 1957 in Rüdenhausen
          - F7. Hermann Friedrich zu Castell-Rüdenhausen; * 26. Juni 1963 in Würzburg; ⚭ (18. August 1989 in Arolsen (civ.), 19. August 1989 in Arolsen (rel.)) Henriette zu Waldeck und Pyrmont, * 6. April 1963 in Ludwigsburg
            - G1. Annabelle-Florentina zu Castell-Rüdenhausen; * 4. Februar 1991 in Heilbronn
            - G2. Cecily Viktoria zu Castell-Rüdenhausen; * 6. September 1992 in Nürnberg
            - G3. Casimir Friedrich Wilhelm zu Castell-Rüdenhausen; * 6. Juli 1994 in Nürnberg

          - F8. Matthias Georg Friedrich zu Castell-Rüdenhausen; * 13. April 1966 in Würzburg; ⚭ (12. Juli 1996 in Hamburg (civ.), 20. Juli 1996 in Rüdenhausen (rel.)) Christiane Blau, * 10. Dezember 1974 in Hamburg
            - G1. Victoria Sophia Christiane Donata zu Castell-Rüdenhausen; * 13. November 1998 in Hamburg
            - G2. Louis Friedrich Casimir Matthias zu Castell-Rüdenhausen; * 13. Januar 2001 in Hamburg

        - E6. Unico zu Castell-Rüdenhausen; * 5. August 1923 in Rüdenhausen; verm. 19. September 1944 in Lettland

      - D3. Thekla zu Castell-Rüdenhausen; * 28. April 1862; † 23. April 1863
      - D4. Marie zu Castell-Rüdenhausen; * 6. März 1864 in Rüdenhausen; † 14. Februar 1942 in Wernigerode; ⚭ (8. Oktober 1891 in Rüdenhausen) Christian-Ernst zu Stolberg-Wernigerode, * 28. September 1864 in Wernigerode; † 3. August 1940 in Schierke, Harz
      - D5. Otto zu Castell-Rüdenhausen; * 7. April 1865 in Rüdenhausen; † 28. August 1917 in Bad Reichenhall; ⚭ (26. April 1898 in Roßla) Marie zu Stolberg-Roßla, * 2. März 1880 in Rossla; † 17. Februar 1920 in Bad Reichenhall
      - D6. Alexander Friedrich Lothar von Faber-Castell (behält den ursprünglichen Titel allerdings für sich, seine zweite Frau und ihren Sohn); * 6. Juli 1866 in Rüdenhausen; † 11. April 1928 in Oberstdorf; ⚭ I. (28. Februar 1898 in Stein, 0|0 1918) Ottilie von Faber, * 6. September 1877 in Stein; † 28. September 1944 in Nürnberg; ⚭ II. (15. Juli 1920 in Stein) Margit Zedtwitz von Moravan und Duppau, * 30. September 1886 in Duppau; † 25. Oktober 1973 in Schloss Schwanberg, Schwanberg → 1898 Nebenlinie Faber-Castell Nachkommen siehe hier
      - D7. Luitgard zu Castell-Rüdenhausen; * 30. Oktober 1867; † 30. November 1949
      - D8. Adelheid zu Castell-Rüdenhausen; * 15. April 1869; † 26. April 1871
      - D9. Hugo Friedrich Alfred zu Castell-Rüdenhausen; * 4. April 1871; † 30. September 1936 in Golßen; ⚭ (14. November 1900 in Klitschdorf) Clementine zu Solms-Sonnenwalde, * 13. April 1881 in Potsdam; † 3. Mai 1971 in May
        - E1. Louise Emma Helene zu Castell-Rüdenhausen; * 1. Oktober 1902; † 25. August 1987 in Laubach; ⚭ (1928 in Rüdenhausen) Bernhard Bruno zu Solms-Laubach, * 4. März 1900 in Arnsburg; † 13. März 1938 in Berlin
        - E2. Helene Marie Agnes Marka Luitgarde zu Castell-Rüdenhausen; * 11. November 1903 in Berlin; † 16. Juli 1995 in Vockenhausen
        - E3. Friedrich-Wolfgang Otto zu Castell-Rüdenhausen; * 27. Juni 1906 in Berlin; † 11. Juni 1940 über Portland; ⚭ I. (14. Dezember 1931 in Coburg, 0|0 1938) Karoline-Mathilde von Sachsen-Coburg-Gotha, * 22. Juni 1912 in Schloss Callenberg; † 5. September 1983 in Erlangen; ⚭ II. (26. April 1939 in Rüdenhausen) Elisabeth zu Castell-Rüdenhausen, * 1914; † 2011
          - F1. (I.) Bertram Friedrich zu Castell-Rüdenhausen; * 12. Juli 1932 in Golßen; ⚭ (10. Oktober 1964 in Wien) Felizitas von Auersperg, * 20. September 1944 in Wien
            - G1. Dominik Dimitrij Johannes Friedrich zu Castell-Rüdenhausen; * 20. Juli 1965 in Wien
            - G2. Michael Alexej Friedrich Wolfgang zu Castell-Rüdenhausen; * 4. November 1967 in Wien

          - F2. (I.) Conradin Friedrich zu Castell-Rüdenhausen; * 10. Oktober 1933 in Berlin; † 1. Oktober 2011; ⚭ (6. Juli 1961 in Helsinki) Marta Lönegren, * 17. April 1939 in Helsinki
            - G1. Anne-Charlotte Catharina Victoria zu Castell-Rüdenhausen; * 7. April 1962 in Helsinki; ⚭ (4. Juli 1986 in Ekenas, Finnland) Martti Rappu, * 26. Oktober 1963 in St. Karins, Finnland
            - G2. Carl-Eduard Friedrich Hubertus zu Castell-Rüdenhausen; * 15. März 1964 in Helsinki; ⚭ (6. März 1999 in Kopenhagen) Lisbeth Marie Rauning, * 24. März 1969 in Kopenhagen
              - H1. Sarah Carolina Victoria zu Castell-Rüdenhausen; * 19. September 1999 in Kopenhagen
              - H2. Marcus Wilhelm Friedrich zu Castell-Rüdenhausen; * 10. April 2004 in Kopenhagen

          - F3. (I.) Viktoria Adelheid Clementine Louise zu Castell-Rüdenhausen; * 26. Februar 1935 in Coburg; ⚭ (20. Juni 1960 in Königinnenkapelle, St.-James-Palast) John Miles Huntington-Whiteley, * 18. Juli 1929 in Fareham, Hants
          - F4. (II.) Hesso Friedrich zu Castell-Rüdenhausen; * 17. April 1940 in Würzburg; ⚭ (9. Mai 1975 in Hamburg (civ.), 10. Mai 1975 in Hamburg (rel.)) Adelheid von Nell, * 24. Februar 1938 in Hamburg; † 30. April 2021 in Bochum

        - E4. Friedrich-Franz Hugo zu Castell-Rüdenhausen; * 3. Mai 1918; † 11. August 1941 in Wiasowsky, Russland

      - D10. Hermann Friedrich Julius zu Castell-Rüdenhausen; * 27. August 1872 in Rüdenhausen; † 16. Februar 1941 in Würzburg; ⚭ (18. Juli 1903 in Klitschdorf) Freda zu Solms-Sonnenwalde, * 18. Juli 1882 in Potsdam; † 4. August 1980 in Holzkirchen
        - E1. Emma Elisabeth Luise Marie Marka Jacqueline zu Castell-Rüdenhausen; * 28. November 1908 in München; † 8. August 1977 in Würzburg; ⚭ (27. Mai 1936 in Rüdenhausen, 0|0 1956) Sieghard von Schoenaich-Carolath, * 27. Januar 1886 in Frankfurt an der Oder; † 5. Februar 1963 in Remlingen
        - E2. Hubertus Friedrich Wolfgang Otto Peter Eberhard Hugo Wilhelm zu Castell-Rüdenhausen; * 12. Februar 1909 in München; † 2. September 1995 in Kitzingen; ⚭ I. (16. Juni 1939 in Swakopmund, Namibia, 0|0 1948) Margarethe Schröder, * 26. Juni 1909 in Vogelsang; † 26. Juli 1997 in Johannesburg; ⚭ II. (24. Oktober 1951 in Mariental, Namibia) Herta Edlich, * 28. August 1911 in Berlin; † 13. März 1995 in Windhoek
          - F1. (I.) Ferdinand Otto Friedrich Richard zu Castell-Rüdenhausen; * 25. März 1940 in Windhoek; ⚭ (7. September 1968 in Braunschweig-Mascherode) Dagmar Wrede, * 28. November 1944 in Potsdam
            - G1. Alexandra Elza Friederike zu Castell-Rüdenhausen; * 20. Januar 1969 in Braunschweig; ⚭ (7. September 2001 in Braunschweig (civ.), 8. September 2001 in Braunschweig (rel.)) Tobias Heinke, * 26. September 1969 in Saarlouis
            - G2. Victoria Eleonore Adelheid Freda Margarethe; * 23. Januar 1972 in Johannesburg, Südafrika; ⚭ (28. Dezember 2006 in Berlin (civ.), 14. Juli 2007 in Berlin (rel.)) Friedrich-Alexander Hoppe, * 17. April 1968 in Wetzlar
            - G3. Donata Marie Elisabeth zu Castell-Rüdenhausen; * 13. August 1976 in Johannesburg, Südafrika

          - F2. (I.) Hubertus Hermann Friedrich Richard zu Castell-Rüdenhausen; * 30. August 1941 in Windhoek; ⚭ (8. Juli 1974 in Frankfurt am Main) Christine Offner, * 21. Dezember 1945 in Klagenfurt
            - G1. Constantin Philipp Manto Tassilo Rudolf Hubertus zu Castell-Rüdenhausen; * 31. Mai 1976 in Frankfurt am Main

          - F3. (I.) Freda Margarethe zu Castell-Rüdenhausen; * 11. Februar 1943 in Windhoek

        - E3. Clementine zu Castell-Rüdenhausen; * 30. Januar 1912 in München; † 12. Oktober 2008 in Roggersdorf; ⚭ I. (26. Oktober 1939 in Berlin, 0|0 1954) Wilhelm Utermann, * 3. Oktober 1912 in Annen; † 11. August 1991 in Roggersdorf; ⚭ II. (24. Januar 1967 in Hartpennig) ihren ersten Ehemann
        - E4. Otto Friedrich Casimir Alexander Hans Reinhard Walter zu Castell-Rüdenhausen; * 20. Januar 1920 in München; † 7. Januar 1942 in Baranowitschi

      - D11. Wolfgang Friedrich Heinrich Philipp zu Castell-Rüdenhausen; * 22. Juni 1875 in Rüdenhausen; † 19. Dezember 1930 in München; ⚭ (27. September 1903 in Stein) Hedwig von Faber, * 17. November 1882 in Stein; † 17. Februar 1937 in Frankfurt an der Oder
        - E1. Alexandra Hedwig Johanna Bertha Marie zu Castell-Rüdenhausen; * 29. Juni 1904 in Stein; † 9. September 1961 in Linz; ⚭ (25. September 1927 in Seeläsgen) Friedrich Christian zu Schaumburg-Lippe, * 5. Januar 1905 in Bückeburg; † 20. September 1983 in Wasserburg am Inn
        - E2. Wulf Diether Wolfgang Christian Ernst Otto Paul Karl zu Castell-Rüdenhausen; * 20. November 1905 in Berlin; † 1. Juli 1980 in Grünwald; ⚭ I. (22. Juni 1928 in München, 0|0 1941) Hildegard von Hanau, * 12. März 1903 in Söcking; † 12. April 1990 in München; ⚭ II. (16. Februar 1942 in Berlin) Luise Ullrich, * 31. Oktober 1911 in Wien; † 23. Januar 1985 in München
          - F1. (II.) Gabriele Alexandra Gertrude Editha Luise zu Castell-Rüdenhausen; * 30. Januar 1943 in Dresden; ⚭ (11. März 1963 in München, 0|0 1985) Rolf Kröning, * 19. Juni 1940
          - F2. (II.) Michaela Nina Dorothea zu Castell-Rüdenhausen; * 4. Oktober 1945 in München; † 19. August 2011 in Grünwald; ⚭ (5. Januar 1968 in Kempten) Bernd Rosemeyer, * 12. November 1937 in Berlin; † 31. Mai 2020

      - D12. Elisabeth zu Castell-Rüdenhausen; * 17. August 1879 Rüdenhausen; † 13. April 1890 in Rüdenhausen

    - C3. (I.) Kuno Franz Albert Ernst Friedrich Christian zu Castell-Rüdenhausen; * 12. Februar 1832 in Rüdenhausen; † 3. April 1897 in Tübingen; ⚭ (16. Mai 1857 in Sutten, Kurland) Emma von Keyserlingk, Tochter von Johann von Keyserlingk und Louise von Keyserlingk, * 2. Dezember 1835 in Kabillen; † 21. Oktober 1912 in Winnental
      - D1. Adolf Friedrich Jeannot Wolfgang Hermann zu Castell-Rüdenhausen; * 13. Mai 1858; † Dezember 1889 in Latum
      - D2. Albrecht Friedrich Wilhelm Carl zu Castell-Rüdenhausen; * 7. September 1859; † 24. April 1888 in Szadow
      - D3. Clara Amalie Luise Marie Emma Sophie Claudine Mathilde zu Castell-Rüdenhausen; * 15. Oktober 1861 in Sutten; † 24. Mai 1958 in Bredenbeck; ⚭ (14. Oktober 1887 in Mitau) Wilhelm Knigge zu Grünau und Pattensen; † 2. Juli 1932 in Schneidmühl
      - D4. Friedrich Paul Adolf zu Castell-Rüdenhausen; * 18. November 1862 in Sutten; † 1. Februar 1938 in Baden-Baden; ⚭ (19. Oktober 1896 in Graz) Marie von Hayn, * 29. Juni 1875 in Graz; † 17. Mai 1961 in Hamburg
        - E1. Herrmann-Albrecht Kuno Franz Karl-Maria zu Castell-Rüdenhausen; * 4. August 1897 in Berlin; † 30. Oktober 1975 in Hamburg; ⚭ I. (28. September 1937 in Berlin) Ulrike von Seeler, * 14. Mai 1913 in Hannover; † 12. September 1938 in Berlin; ⚭ II. (29. Juni 1940 in Berlin-Charlottenburg) Ruth von Enckevort, * 2. September 1915 in Hamburg; † 16. Juli 2000 in Hamburg
          - F1. (I.) Ulrike zu Castell-Rüdenhausen; * 12. September 1938 in Berlin; ⚭ (1986) Gottfried Wismer, * 1. April 1929; † 29. September 1987 in Hamburg
          - F2. (II.) Friedrich zu Castell-Rüdenhausen; * 27. Juli 1942 in Berlin-Schmargendorf; ⚭ I. (14. Oktober 1966 in Hamburg, 0|0 1974) Barbara Nörenberg, * 23. Oktober 1943 in Bad Pölzin; ⚭ II. (2. Oktober 1977 in Ossiach) Isnelda Pribernig, * 13. August 1955 in Waiern-Feldkirchen
            - G1. Philipp Friedrich Casimir zu Castell-Rüdenhausen; * 9. Februar 1970 in Hamburg; ⚭ I. (6. September 1996 in Hamburg, 0|0 2006) Ulrike Buhr, * 10. August 1970 in Hannover; ⚭ II. (22. Juni 2007 in Sylt (civ.), 31. August 2007 in Sylt (rel.)) Johanna Czapp, * 24. Juli 1973 in Danzig
              - H1. (II.) Nikolas Johannes Philipp Friedrich Casimir zu Castell-Rüdenhausen; * 10. Februar 2009 in Hamburg
              - H2. (II.) Leander Philipp Nikolas zu Castell-Rüdenhausen; * 16. August 2011 in Hamburg

          - F3. (II.) Eveline zu Castell-Rüdenhausen; * 12. Oktober 1948 in Marktheidenfeld; ⚭ I. (3. Juli 1970 in Hamburg, 0|0 1980) Georg Gerhard von Drateln, * 1. September 1947 in Hamburg; ⚭ II. (5. Mai 1983 in Hamburg) Manfred Wolf
          - F4. (II.) Sybille zu Castell-Rüdenhausen; * 23. August 1950 in Marktheidenfeld; ⚭ (28. Mai 1970 in Hamburg, 0|0 1976) Erwin Günther Heinz Ziemer, * 26. Januar 1947 in New York; † 28. Dezember 2007 in Hamburg

      - D5. Eleonore zu Castell-Rüdenhausen; * 20. November 1863 in Sutten; † 21. November 1943 in Wehrda; ⚭ (13. Dezember 1888 in Asuppen, Kurland) Gustav von der Osten genannt Sacken, * 28. Mai 1860 in Dondangen; † 11. August 1912 in Talsen, Kurland
      - D6. Eveline zu Castell-Rüdenhausen; * 31. Dezember 1864 in Sutten; † 4. Dezember 1949 in Tübingen
      - D7. Marie zu Castell-Rüdenhausen; * 17. Oktober 1866 in Sutten; † 22. Januar 1945 in Unruhstadt; ⚭ (12. Juni 1894 in Mitau) Hans von Behr, * 26. September 1863 in Stricken; † 21. Juni 1916 in Mitau
      - D8. Luise zu Castell-Rüdenhausen; * 5. Dezember 1867; † 16. November 1883
      - D9. Oskar Friedrich Hermann zu Castell-Rüdenhausen; * 1. Dezember 1869 in Luby; † 18. Oktober 1919 in Wismar; ⚭ (29. Juli 1899 in Wismar) Adelheid von Seefeld, * 15. Mai 1872 in Windau, Kurland; † 17. November 1948 in Lübeck
        - E1. Manfred Friedrich Paul zu Castell-Rüdenhausen; * 21. Juli 1902 in Pussen; † 5. Februar 1945 in der Festung Graudenz; ⚭ (30. August 1933 in Bockstadt) Elisabeth Stettmund von Brodorotti, * 25. Juni 1911 in Bockstadt; † 10. Juni 1998 in Kaufering
          - F1. Rüdiger Friedrich Paul zu Castell-Rüdenhausen; * 25. Juni 1934 in Coburg; ⚭ (29. August 1964 in Coburg) Waltraud Diezel
            - G1. Uta Elisabeth zu Castell-Rüdenhausen; * 24. Juli 1967 in Coburg; ⚭ (16. Oktober 1996 in Montpelier (civ.), 23. November 1996 in Ottobrunn (rel.)) Jan Reichel, * 11. März 1964
            - G2. Margarete Johanna zu Castell-Rüdenhausen; * 28. Februar 1972 in Coburg

          - F2. Ruprecht Friedrich Siegfried Wolfgang Paul zu Castell-Rüdenhausen; * 30. Dezember 1940 in Berlinchen; ⚭ (23. Februar 1968 in Erlangen (civ.), 24. Februar 1968 in Erlangen (rel.)) Dorothea von Loewenich, * 20. Februar 1943 in Erlangen
            - G1. Annette Karoline zu Castell-Rüdenhausen; * 5. September 1969 in Erlangen; ⚭ I. (9. April 1999 in Wiesbaden, 0|0) Hristo Kouzmanov, * 19. Oktober 1974 in Sofia; ⚭ II. (16. September 2008 in Charlottesville, Virginia) Timothy Summers, * 28. Mai 1972 in Pittsburgh
            - G2. Bernhard Friedrich Volker zu Castell-Rüdenhausen; * 18. März 1972 in Erlangen
            - G3. Adelheid Dorothea zu Castell-Rüdenhausen; * 1. Juli 1982 in München; ⚭ (7. Juli 2010 in Tegernsee, 0|0 2011) Marcus von Seckendorff, * 24. Juni 1969 in München

          - F3. Börries Friedrich Frommhold Hans Gotthard Oskar zu Castell-Rüdenhausen; * 13. Juli 1945 in Lüneburg; ⚭ (27. Dezember 1969 in Coburg) Barbara Engel, * 25. März 1944 in Coburg; † 22. Februar 2003 in Kaufering
            - G1. Christian Friedrich zu Castell-Rüdenhausen; * 23. Juni 1970 in Erlangen; † 4. Januar 2002 in München
            - G2. Wolfgang Manfred zu Castell-Rüdenhausen; * 30. November 1971 in Erlangen; ⚭ (4. September 2003 in Nördlingen (civ.), 6. September 2003 in Nördlingen) Bettina Böhm, * 5. Februar 1978 in Nördlingen
              - H1. Fabian Georg Oskar zu Castell-Rüdenhausen; * 11. März 2006 in München
              - H2. Carina Anna Elisabeth zu Castell-Rüdenhausen; * 3. Januar 2008 in München
              - H3. Marius Kurt Christian zu Castell-Rüdenhausen; * 9. Mai 2010 in München

            - G3. Ines Alexandra zu Castell-Rüdenhausen; * 19. Juni 1974 in Erlangen; ⚭ (3. August 2002 in Kaufering, 0|0) Gerhard Munk, * 5. Dezember 1976 in Nördlingen
            - G4. Amelie Elisabeth zu Castell-Rüdenhausen; * 11. Dezember 1975 in Erlangen

        - E2. Erika zu Castell-Rüdenhausen; * 13. September 1904 in Pussen; † 12. November 1987 in Newbury, Berks; ⚭ I. (11. Februar 1927 in Wismar, 0|0 1946) Philipp von Behr, * 26. Dezember 1896 in Mitau; † 25. Juli 1982 in Göttingen; ⚭ II. (2. April 1949 in Melbourne, Australien) Otto Dietrich von der Ohe, * 24. September 1904 in Ober-Ohe
        - E3. Wolfgang zu Castell-Rüdenhausen; * 26. Juni 1919 in Wismar; † 8. September 1939 in Polen

    - C4. (I.) Karl Friedrich Maximilian Casimir Hermann Wilhelm August zu Castell-Rüdenhausen; * 8. November 1833 in Rüdenhausen; † 20. September 1907 in Meran
    - C5. (I.) Mathilde Friederike Madeleine Wilhelmine Amelia Charlotte Dorothea Ida Adelheid Sophie zu Castell-Rüdenhausen; * 4. November 1835 in Rüdenhausen; † 9. Dezember 1904 in Meran
    - C6. (I.) Gustav Adolf zu Castell-Rüdenhausen[9]; * 1. April 1837 in Rüdenhausen; † 29. Mai 1837 in Rüdenhausen; = St. Johannes, Castell
    - C7. (II.) Christian Karl Wilhelm Friedrich Franz Kuno Moritz Ludwig August zu Castell-Rüdenhausen; * 13. August 1841 in Rüdenhausen; † 3. Dezember 1904 in Wien; ⚭ (25. Juli 1876 in Vöslau) Philippine von Haas, * 29. August 1858 in Wien; † 1924
      - D1. Bruno zu Castell-Rüdenhausen; * 4. August 1877 in Wien; † 27. Juni 1923 in Wien
      - D2. Desirée zu Castell-Rüdenhausen; * 4. Februar 1889 in Wien; † 27. Februar 1926 in Wien; ⚭ (3. Februar 1900 in Wien) Stephan Chyszów-Romer; † 24. Oktober 1917 in Biezdziedza

    - C8. (II.) Luitgarde Sophie Caroline Mathilde Auguste Johanna Nathalie Julie Elise Clothilde Sylvine zu Castell-Rüdenhausen; * 23. August 1843 in Rüdenhausen; † 4. Juni 1927 in Büdingen; ⚭ (17. Juli 1870 in Rüdenhausen) Gustav Alfred Fürst zu Ysenburg und Büdingen in Büdingen, Sohn von Gustav zu Ysenburg und Büdingen in Büdingen und Bertha von Holleben, * 31. Dezember 1841 in Büdingen; † 3. Mai 1922 in Büdingen
    - C9. (II.) Bertha Amalasunde Jenny Auguste Amalie Fanny Luise zu Castell-Rüdenhausen; * 4. Juli 1845 in Rüdenhausen; † 5. Juli 1927 in Büdingen; ⚭ (14. April 1898 in Büdingen) Bruno Fürst zu Ysenburg und Büdingen in Büdingen, Sohn von Ernst Casimir II. Fürst zu Ysenburg und Büdingen in Büdingen und Thekla zu Erbach-Fürstenau, * 14. Juni 1837 in Büdingen; † 26. Januar 1906 in Büdingen
    - C10. (II.) Christian Friedrich Franz Carl Ludwig Rudolf Wolfgang Erwin zu Castell-Rüdenhausen; * 15. April 1847 in Rüdenhausen; † 3. Juli 1891 in Wien

  - B2. (II.) Marianne Karoline Luise zu Castell-Rüdenhausen; * 1. Mai 1806 in Nürnberg; † 18. Juli 1884 in Wildbad

### Castell-Castell
- A1. Albrecht Friedrich Carl zu Castell-Castell[3][7][9]; * 2. Mai 1766 in Remlingen; † 11. April 1810 in Castell; = St. Johannes, Castell; ⚭ (30. April 1788 in Castell) Amalie zu Löwenstein-Wertheim-Virneburg, Tochter von Johann Karl zu Löwenstein-Wertheim-Freudenberg und Dorothea Maria von Hessen-Philippsthal-Barchfeld, * 2. April 1771 in Wertheim; † 25. Mai 1823 in Rüdenhausen, = St. Johannes, Castell
  - B1. Friedrich Ludwig zu Castell-Castell[9]; * 2. November 1791 in Castell; † 21. April 1875 in Castell; = St. Johannes, Castell; ⚭ (25. Juni 1816 in Langenburg) Emilie zu Hohenlohe-Langenburg, Tochter von Karl Ludwig zu Hohenlohe-Langenburg und Amalia zu Solms-Baruth, * 27. Januar 1793 in Langenburg; † 20. Juli 1859 in Castell
    - C1. Ida zu Castell-Castell; * 31. März 1817 in Castell; † 2. September 1882 in Wildenfels; ⚭ (5. Oktober 1843 in Castell) Friedrich Magnus III. zu Solms-Wildenfels, Sohn von Friedrich Magnus II. zu Solms-Wildenfels und Auguste zu Erbach-Erbach, * 26. Januar 1811 in Wildenfels; † 24. März 1883 in Dresden
    - C2. Adelheid zu Castell-Castell; * 18. Juni 1818 in Castell; † 11. Juli 1900 in Detmold; ⚭ (30. April 1839 in Castell) Julius zur Lippe-Biesterfeld, Sohn von Ernst zu Lippe-Biesterfeld und Modeste von Unruh, * 2. April 1812 in Oberkassel; † 17. Mai 1884 in Baden-Baden
    - C3. Elise zu Castell-Castell[9]; * 2. Dezember 1819 in Castell; † 8. Juni 1900 in Castell; = St. Johannes, Castell
    - C4. Klotilde zu Castell-Castell; * 6. Februar 1821 in Castell; † 20. Januar 1860 in Leipzig; ⚭ (4. August 1846) Heinrich II. von Reuß, Sohn von Heinrich LV. von Reuß-Köstritz und Marie Justine de Watteville, * 31. Mai 1803 in Zerbst; † 29. Juni 1852 in Erfurt
    - C5. Johanna zu Castell-Castell; * 8. Februar 1822 in Castell; † 29. März 1863 in Meerholz; ⚭ (9. Juni 1846 in Castell) Karl zu Ysenburg und Büdingen in Meerholz, Sohn von Joseph von Ysenburg und Büdingen in Meerholz und Dorothea zu Castell-Castell, * 26. Oktober 1819 in Meerholz; † 30. März 1900 in Meerholz
    - C6. Hugo Friedrich zu Castell-Castell[9]; * 21. November 1823 in Castell; † 17. November 1824 in Castell; = St. Johannes, Castell
    - C7. Carl zu Castell-Castell[9]; * 23. Mai 1826 in Castell; † 2. Januar 1886 in Castell; = St. Johannes, Castell ⚭ (23. September 1856 in Assenheim) Emma zu Solms-Rödelheim und Assenheim, Tochter von Carl Friedrich zu Solms-Rödelheim und Assenheim und Amalie zu Erbach-Schönberg, * 19. August 1831 in Assenheim; † 2. Juni 1904 in Castell, = St. Johannes, Castell
      - D1. Emilie Amalie Johanne Bertha Elise Agnes zu Castell-Castell[7][9]; * 21. Juni 1857 in Castell; † 26. September 1893; = St. Johannes, Castell
      - D2. Agnes Ida Adelheid Clotilde zu Castell-Castell; * 21. August 1858 in Castell; † 20. Januar 1938 in Castell
      - D3. Clotilde Marie zu Castell-Castell[9]; * 16. Februar 1860 in Castell; † 11. Juni 1906 in Castell; = St. Johannes, Castell
      - D4. Amalie Charlotte zu Castell-Castell; * 15. Mai 1862 in Castell; † 24. Juni 1927 in Castell
      - D5. Friedrich Carl zu Castell-Castell ab 1901 Fürst zu Castell-Castell; * 22. Juli 1864 in Castell; † 3. Januar 1923 in München; ⚭ (26. Juni 1895 in Merseburg) Gertrud zu Stolberg-Wernigerode, * 5. Januar 1872 in Rohrlach; † 29. August 1924 in Würzburg
        - E1. Antonia Emma Elisabeth zu Castell-Castell; * 18. April 1896 in Castell; † 4. Mai 1971 in Ernstbrunn; ⚭ (7. August 1918 in Castell) Heinrich XXXIX. zu Reuß, * 23. Juni 1891 in Ernstbrunn; † 24. Februar 1946 in Salzburg
        - E2. Carl Friedrich Fürst zu Castell-Castell; * 8. Mai 1897 in Castell; verm. 10. Mai 1945 nahe Čáslav, Böhmen; ⚭ (12. September 1923 in Lich) Anna-Agnes zu Solms-Hohensolms-Lich, * 11. Januar 1899 in Ilsenburg; † 8. September 1987 in Castell
          - F1. Philipp Friedrich Carl Erbgraf zu Castell-Castell; * 11. Juli 1924; † 21. Oktober 1944 Wojciechowska, Polen
          - F2. Albrecht Friedrich Carl Fürst zu Castell-Castell; * 13. August 1925 in Castell; † 9. Mai 2016; ⚭ (22. Mai 1951 in Arolsen (civ.), 23. Mai 1951 in Arolsen (rel.)) Marie Luise zu Waldeck und Pyrmont, * 3. November 1930 in Kiel
            - G1. Philippa Emma zu Castell-Castell; * 23. Januar 1952 in Castell; ⚭ (27. Mai 1977 in Castell (civ.), 28. Mai 1977 in Castell (rel.)) Michael Prinz zu Salm-Salm, * 16. Januar 1953 in Heimerzheim
            - G2. Johanna Bathildis zu Castell-Castell; * 23. Januar 1953 in Castell; ⚭ (2. September 1977 in Castell (civ.), 3. September 1977 in Castell (rel.)) Johannes Prinz von Lobkowitz * 22. August 1954 in München
            - G3. Maximilian Friedrich Carl Erbgraf zu Castell-Castell; * 23. Mai 1953 in Castell; † 21. Dezember 1974 in Würzburg
            - G4. Alexander Friedrich Carl zu Castell-Castell; * 8. November 1954 in Castell; ⚭ I. (27. Januar 1983 in Castell (civ.), 29. Januar 1983 in Castell (rel.), 0|0 1991) Marion Stepp, * 1. Oktober 1957 in Düsseldorf; ⚭ II. (19. April 2002 in Dresden (civ.), 25. Mai 2002 in Erfurt (rel.)) Donatha Herzfeld, * 7. Mai 1965 in Dresden
              - H1. (I.) Conradin Albrecht Walther Friedrich Carl zu Castell-Castell; * 23. Februar 1984 in Deggendorf
              - H2. (I.) Dorothea Richiza Louise zu Castell-Castell; * 31. Mai 1985 in Deggendorf; ⚭ (21. September 2013, St. Vitus in Iphofen) Heinrich XXIV. Prinz Reuß, * 23. Mai 1984 in Frankfurt am Main
              - H3. (II.) Gustav Wilhelm Alexander Nathanael zu Castell-Castell; * 20. März 2003 in Neustadt an der Aisch
              - H4. (II.) Johann Georg Donatus zu Castell-Castell; * 13. Mai 2005 in Neustadt an der Aisch
              - H5. (II.) Albrecht Friedrich Simeon zu Castell-Castell; * 26. Mai 2007 in Neustadt an der Aisch

            - G5. Georg Friedrich Carl zu Castell-Castell; * 26. November 1956 in Castell; ⚭ (21. Juni 1983 in Bonn (rel.), 5. August 1983 in Ahlden an der Aller (civ.)) Franziska Greuner, * 20. Juni 1961 in Düsseldorf
              - H1. Jakob Albrecht Friedrich Carl zu Castell-Castell; * 30. Januar 1984 in Bonn
              - H2. Johanna-Franziska Beatrix Maria zu Castell-Castell; * 20. März 1985 in Bonn
              - H3. Anton Georg Friedrich Carl zu Castell-Castell; * 16. September 1988 in Berlin
              - H4. Franz Georg Friedrich Carl zu Castell-Castell; * 17. April 1991 in Berlin
              - H5. Emilie Gustava Inge Louise zu Castell-Castell; * 20. August 1995 in Berlin

            - G6. Christina zu Castell-Castell; * 4. März 1962 in Castell; † 11. November 1964 in Castell
            - G7. Ferdinand Friedrich Carl Fürst zu Castell-Castell; * 20. Mai 1965 in Castell; ⚭ (30. Juli 1999 in Schwäbisch Gmünd) Marie-Gabrielle von Degenfeld-Schonburg, * 7. Mai 1971 in Geislingen
              - H1. Carl Eduard Ferdinand Michael Rupert Friedrich Gottfried Erbgraf zu Castell-Castell; * 15. Mai 2001 in Würzburg
              - H2. Benedicta Emma Alix Gabrielle Marie-Louise Christina Madeleine zu Castell-Castell; * 23. April 2003 in Würzburg
              - H3. Leontina Johanna Andrea Veronica Marie Wilhelmine Christiana zu Castell-Castell; * 11. April 2006 in Würzburg
              - H4. Floriana Katharina Johanna Anna Donata Christiane Stephanie zu Castell-Castell; * 8. Juni 2008 in Würzburg
              - H5. Johannes Philipp Hubertus Christoph Albrecht Friedrich Carl zu Castell-Castell; * 28. April 2011 in Würzburg

            - G8. Stephanie zu Castell-Castell; * 26. September 1966 in Castell; ⚭ (20. August 1993 in Castell (civ.), 22. August 1993 in Castell (rel.)) Georg von Khevenhüller-Metsch, * 24. September 1960 in Madrid

          - F3. Jutta Gertrud Emma zu Castell-Castell; * 26. April 1927 in Castell; † 13. November 1993 in Wiesbaden; ⚭ (12. September 1952 in Castell) Hans Wolfram Freiherr von Werthern, * 3. März 1925 in München; † 26. Dezember 2012
          - F4. Elisabeth Margarete zu Castell-Castell; * 23. Dezember 1928 in Castell; ⚭ (3. Januar 1958 in Castell) Hans Wolf, * 3. Juli 1928 in Wesermünde; † 5. Januar 2001 in Castell
          - F5. Angelika Marie zu Castell-Castell; * 3. August 1933 in Castell; ⚭ (12. Juni 1959 in Castell) Hans zu Dohna-Schlobitten, * 21. Mai 1925 Waldburg, Preußen
          - F6. Christiana Dorothea Renata zu Castell-Castell; * 29. Oktober 1934 in Castell; ⚭ (12. August 1954 in Castell) Maximilian Freiherr von Lerchenfeld; * 17. Januar 1926 in Bamberg; † 8. Januar 2008

        - E3. Constantin Friedrich zu Castell-Castell; * 27. Oktober 1898 in Castell; † 2. November 1966 in Würzburg; ⚭ (1. Juli 1933 in Castell (civ.), 8. Juli 1933 in Hummelo (rel.), 0|0 1956) Liutgardis von Rechteren-Limpurg, * 4. März 1908 in Rechteren; † 3. April 1989 in Werkhoven
          - F1. Renata zu Castell-Castell; * 27. April 1934 in Pähl
          - F2. Odylia zu Castell-Castell; * 26. Oktober 1939 in Arnheim; ⚭ (5. September 1964 in Utrecht) Heinrich III. Prinz Reuß, * 27. Juli 1919 in Breslau; † 7. Juli 1993 in Wien

        - E4. Margarete zu Castell-Castell; * 27. Oktober 1899 in Castell; † 24. Dezember 1969 in Wertheim; ⚭ (3. Mai 1922 in Castell) Udo zu Löwenstein-Wertheim-Freudenberg, * 8. September 1896 in Langenzell; † 28. Dezember 1980 in Bad Mergentheim
        - E5. Wilhelm Friedrich zu Castell-Castell, amerikanisiert William F. Castell; * 12. Dezember 1901 in Castell; † 11. November 1968 in Wertheim; ⚭ (5. April 1930 in Indianapolis) Ella Hutt, * 25. September 1905 in Monroe City, Missouri; † 30. Mai 1980 in San Pedro, Kalifornien
          - F1. Angela Agnes Castell; * 28. Juli 1931 in Anderson, Indiana; ⚭ (16. Juli 1955 in Hollywood) Edward Schlag, * 12. Januar 1932 in Los Angeles
          - F2. Maria Gertrud Castell; * 15. April 1936 in Anderson, Indiana; ⚭ I. (15. April 1954 in Los Angeles, 0|0 1966) Paul Eugène Gilette, * 23. Dezember 1930 in Los Angeles; ⚭ II. (26. Dezember 1968 in Palo Alto) Abner Malcolm Greene, * 31. Oktober 1938 in Elizabeth, New Jersey
          - F3. Margaret Anna Castell; * 15. April 1936 in Anderson, Indiana; ⚭ I. (15. April 1954 in Los Angeles, 0|0 1975) David Gilette, * 14. Dezember 1929 in Los Angeles; ⚭ II. (10. Juni 1976 in Los Angeles) Howard Applegate, * 9. September 1926 in Meriden, Connecticut
          - F4. James William Castell; * 10. September 1945 in Royal Oak, Michigan; ⚭ (11. Oktober 1985 in New York) Susan Linda Molnar, * 27. Dezember 1947 Bronx, New York

        - E6. Georg Friedrich zu Castell-Castell; * 12. November 1904 in Castell; † 6. September 1956 in Castell; ⚭ (Nohra bei Weimar (civ.), 2. Mai 1938 Isseroda bei Weimar (rel.)) Gudrun von Eichel, genannt Streiber, * 12. August 1919 in Isseroda; † 22. Mai 1997 in Castell
          - F1. Maria zu Castell-Castell; * 31. August 1941 in Isseroda; ⚭ (30. Juli 1965 in Castell (civ.), 31. Juli 1965 in Castell (rel.)) Reiner Schmidt, * 13. November 1936 in Hof an der Saale
          - F2. Monika Renata zu Castell-Castell; * 20. Dezember 1943 in Isseroda; ⚭ (26. Februar 1973 in München (civ.), 18. Mai 1973 in Heldritt (rel.)) Carl-Joachim von Butler, * 21. Oktober 1941 in Eisenach; † 24. Februar 2006 in Berlin
          - F3. Wolfgang-Georg Carl Friedrich zu Castell-Castell; * 5. Januar 1949 in Würzburg; ⚭ (5. April 1983 in Hindelang (civ.), 17. Juli 1983 in Hindelang (rel.)) Verena Alt, * 9. März 1952 in Bad Kissingen
            - G1. Cilly Freya zu Castell-Castell; * 22. Mai 1987 in Frankfurt-Höchst
            - G2. Heinrich Georg zu Castell-Castell; * 29. Dezember 1988 in Kitzingen

          - F4. Friedrich Rupert Heinrich zu Castell-Castell; * 18. Dezember 1950 in Würzburg; † 8. März 2018 in Ebern
          - F5. Gabriele Louise zu Castell-Castell; * 3. Januar 1955 in Würzburg; ⚭ I. (2. Dezember 1977 in München, 0|0 1982) Nikolaus Thouret, nimmt Nachnamen „Graf zu Castell-Castell“ an, * 27. August 1941 in Nordhausen; ⚭ II. (30. Dezember 1983 in München (civ.), 30. Juni 1984 (rel.), 0|0 1993) Eduard Weig, * 18. Juli 1952 in München

        - E7. Emma Klothilde zu Castell-Castell; * 8. Juni 1907 in Castell; † 17. November 2004 in Ottobrunn; ⚭ (21. Juli 1934 in Castell) Eugen von Lotzbeck, * 24. Februar 1882 in München; † 22. Mai 1942 in Assenhausen
        - E8. Renata zu Castell-Castell; * 11. Oktober 1910 in Castell; † 1. Mai 1934 in Würzburg

      - D6. Jenny zu Castell-Castell; * 22. Juni 1866 in Castell; † 24. Februar 1923 in Frankfurt am Main; ⚭ (25. Juli 1907 in Castell) Franz zu Solms-Rödelheim und Assenheim, * 15. Dezember 1864 in Assenheim; † 9. Februar 1923 in Assenheim
      - D7. Otto Friedrich zu Castell-Castell; * 12. Mai 1868 in Castell; † 8. Juli 1939 in Hochburg-Ach; ⚭ (5. Oktober 1903 in Langenzell) Amelie zu Löwenstein-Wertheim-Freudenberg, * 24. Juni 1883 in Langenzell; † 23. September 1978 in Hochburg-Ach
        - E1. Luitpold Alfred Friedrich Karl zu Castell-Castell; * 14. November 1904 in Langenzell; verm. 8. November 1941 nahe Sofia; ⚭ (22. Januar 1937 in Kopenhagen) Alexandrine Louise von Dänemark, * 12. Dezember 1914 in Jaegersborghus, Kopenhagen; † 26. April 1962 in Kopenhagen
          - F1. Amélie Alexandrine Helene Caroline Mathilde Pauline zu Castell-Castell; * 25. Mai 1938 in Berlin; ⚭ (3. September 1965 in Hochburg (civ.), 5. September 1965 in Hochburg (rel.)) Oscar Ritter von Miller zu Aichholz, * 7. Juli 1934 in Wien
          - F2. Thyra Antonie Marie-Therese Feodora Agnes zu Castell-Castell; * 14. September 1939 in Berlin; ⚭ (3. November 1961 in Kopenhagen) Karl Moritz Moes, * 17. Oktober 1937 in Kopenhagen
          - F3. Otto Luitpold zu Castell-Castell; * 13. März 1942 in Berlin; † 19. März 1943 in Berlin

        - E2. Pauline Emma Amalie Gertrud Elisabeth Madeleine zu Castell-Castell; * 5. September 1906 in Langenzell; † 18. Februar 2002 in Überackern; ⚭ (30. April 1935 in Burghausen (civ.), 4. Mai 1935 in München (rel.)) Georg von Schönburg-Waldenburg, * 18. November 1908 in Guteborn; † 4. August 1982 in Überackern
        - E3. Gustav Friedrich Wilhelm Ernst Franz Ulrich Richard Udo Hermann zu Castell-Castell; * 9. Dezember 1911 in München; verm. 19. Januar 1941 über Steyning, Sussex; ⚭ (14. Juli 1936 in Bråby Sogn, Dänemark) Vibeke von Lotzbeck, * 9. April 1915 in Kopenhagen; † 14. Januar 2000 in Ullerslev Sogn, Dänemark
          - F1. Christa Fanny Amélie Friederike zu Castell-Castell; * 19. Mai 1939 in Kolberg; ⚭ (18. August 1962 in Kopenhagen, 0|0 1973) Franz von Walderdorff, * 20. November 1930 Hauzenstein
          - F2. Friedrich Carl Otto Luitpold zu Castell-Castell; * 5. Juli 1940 in Kolberg; ⚭ I. (2. Mai 1967 in Ach (civ.), 24. Mai 1967 in Hochburg-Ach (rel.), 0|0 2004) Adelheid Jördis von Lohhausen, * 22. April 1939 in Graz; ⚭ II. (10. Dezember 2004 in Hochburg-Ach) Heike Schrage, * 13. September 1944 in Holzminden
            - G1. (I.) Amelie Margarethe Clementine zu Castell-Castell; * 18. Februar 1968 in Salzburg; ⚭ (19. Juli 1990 in Ach (civ.), 22. Juli 1990 in Ach (rel.)) Christian Wagner, * 13. November 1963 in Santiago de Chile
            - G2. (I.) Marie-Therese Verene Johanna Vibeke zu Castell-Castell; * 3. August 1972 in Salzburg; ⚭ (10. August 1995 in Kronwinkel (civ.), September 1995 in Schloss Hochburg (rel.)) Caspar von Preysing-Lichtenegg-Moos, * 26. August 1970 in München
            - G3. (I.) Christiana Alexandrine Clarissa Hedwig zu Castell-Castell; * 25. Mai 1974 in Salzburg; ⚭ (3. August 1997 in Hochburg) Georg von Thurn und Valsassina-Como-Vercelli, * 18. Oktober 1956 in Klagenfurt
            - G4. (I.) Friedrich-August Johann Gustav Erik zu Castell-Castell; * 27. Januar 1979 in Salzburg

        - E4. Marie Therese Pauline Mechthild Ludmilla Antonie zu Castell-Castell; * 30. Dezember 1917 in München; † 11. Juli 2002 in Schloss Varlar; ⚭ (2. Juli 1937 in Burghausen (civ.), 3. Juli 1937 in Hochburg (rel.), 0|0 1979) Philipp Ernst zu Salm-Horstmar, * 31. März 1909 in Schloss Varlar; † 8. November 1996 in Bochum

    - C8. Gustav zu Castell-Castell[3]; * 17. Januar 1829 in Castell; † 7. Juli 1910 in Berchtesgaden; ⚭ (11. September 1869 in Augsburg) Elisabeth von Brühl, Tochter von Karl von Brühl und Ludmila von Renard, * 8. Dezember 1851 in Dresden; † 10. Februar 1929 in Oberstdorf
      - D1. Friedrich Ludwig Karl Georg zu Castell-Castell; * 28. August 1874 in Großgmain; † 2. Dezember 1919 in Dresden; ⚭ (26. Juni 1907 in Dresden) Karoline von Hohenthal und Bergen, * 8. Mai 1886 in Berlin; † 28. Februar 1967 in Wildenroth
        - E1. Elisabeth Therese Ludmilla Adolfine zu Castell-Castell; * 6. Juni 1908 in Dresden; † 18. Oktober 1972 in Wolfratshausen; ⚭ (7. April 1934 in Dresden) Theodor Körner, * 11. November 1895 in Breslau; † 25. November 1952 in Schweinfurt

      - D2. Wolfgang Friedrich Julius Magnus zu Castell-Castell; * 27. Mai 1877 in München; † 8. Februar 1940 in Breslau; ⚭ (5. Oktober 1920 in Ernstbrunn) Sibylle Prinzessin Reuß, * 26. September 1888 in Köstritz; † 21. März 1977 in Castell
        - E1. Prosper Friedrich Karl Gustav Heinrich zu Castell-Castell; * 4. September 1922 in Köstritz; † 3. Januar 1989 in Frankfurt am Main; ⚭ (8. Juli 1961 in Bischofsheim (civ.), 4. August 1961 (rel.)) Elisabeth zur Lippe-Weißenfeld, * 8. Dezember 1940 in Bautzen
          - F1. Johannes Friedrich zu Castell-Castell; * 17. August 1962 in München; ⚭ (5. Juni 1997 in Isernhagen (civ.), 7. Juni 1997 in Hamburg (rel.)) Stefanie Hinz, * 28. April 1966 in Kiel
            - G1. Victor Alexander zu Castell-Castell; * 1. Februar 2000 in Hamburg

          - F2. Heinrich Friedrich zu Castell-Castell; * 25. Juni 1966 in München; ⚭ (11. September 1997 (civ.), 13. September 1997 in Ebenau (rel.)) Huberta Gräfin Hahn von Burgsdorff, * 16. Juli 1971 in Gräfelfing
            - G1. Prosper Friedrich Carl Clemens zu Castell-Castell; * 5. September 1998 in Starnberg
            - G2. Moritz Friedrich Anton Johannes zu Castell-Castell; * 13. April 2000 in Starnberg
            - G3. Anna Victoria Elisabeth zu Castell-Castell; * 20. Mai 2003 in Starnberg
            - G4. Valentin Friedrich Conrad Gustav zu Castell-Castell; * 19. März 2008 in Starnberg
            - G5. Liliana Silva Marie zu Castell-Castell; * 17. Februar 2010 in Starnberg

        - E2. Friedrich Ludwig Hubertus Anton zu Castell-Castell; * 5. Oktober 1927 in Ernstbrunn; † 29. Januar 1968 in Würzburg; ⚭ (8. April 1958 in Karlsruhe (civ.), 16. Mai 1958 (rel.)) Amelie von Pfeil und Klein Ellguth, * 26. Mai 1930 in Hermsdorf
          - F1. Andreas Wolfgang Otto Prosper Heinrich Friedrich zu Castell-Castell; * 15. Mai 1959 in Würzburg; ⚭ I. (13. September 1985 in Karlsruhe (civ.), 14. September 1985 in Karlsruhe (rel.), 0|0 1994) Beate Staudt, * 21. Juli 1958 in Karlsruhe; ⚭ II. (12. April 1997 in Castell (civ.), 31. Mai 1997 in Sugenheim (rel.)) Maren Goebel, * 29. Januar 1969 in Hamburg
            - G1. Jonas Rylie zu Castell-Castell; * 21. Januar 1999 in Kitzingen
            - G2. Kilian Friedrich-Ludwig Hans zu Castell-Castell; * 28. Oktober 2000 in Neustadt an der Aisch

          - F2. Johann-Philipp Carl Alexander Ulrich Friedrich zu Castell-Castell; * 14. September 1960 in Veitshöchheim; † 5. Oktober 1985 in Karlsruhe; ⚭ (27. Mai 1980 in Karlsruhe (civ.), 5. Juli 1980 (rel.)) Elvira Dambach, * 23. Dezember 1960 in Karlsruhe
          - F3. Désirée Sibylle Elise Barbara Margarethe Isa zu Castell-Castell; * 14. September 1960 in Veitshöchheim; ⚭ I. (8. Oktober 1982 in Herzberg (civ.), 9. Oktober 1982 in Herzberg (rel.), 0|0 1987) Klaus Steffanowski, * 28. Januar 1952 in Herzberg; ⚭ II. (9. August 1990 in Schönwalde (civ.), 10. August 1990 in Schönwalde (rel.)) Peter Grage, * 1. Januar 1970 in Neustadt, Holstein
          - F4. Hubertus Friedrich Aurel Georg-Michael zu Castell-Castell; * 16. September 1961 in Veitshöchheim; ⚭ (27. Mai 1988 in Karlsruhe (civ.), 28. Mai 1988 in Karlsruhe (rel.)) Waldtraut Möloth, * 21. Juli 1960 in Karlsruhe
            - G1. Constantin Friedrich Heinz Ludwig zu Castell-Castell; * 3. Februar 1990 in Karlsruhe
            - G2. Antonia Jessica Amélie Espérance zu Castell-Castell; * 17. Februar 1994 in Karlsruhe

          - F5. Friederike-Christiane Amélie Marie-Louise zu Castell-Castell; * 18. April 1964 in Wertheim; ⚭ (18. September 1987 in Castell (civ.), 19. September 1987 in Castell (rel.)) Andreas Wassmann, * 9. April 1963 in Herzberg
            - G1 Franziska Angelika Amelie Wassmann; * 3. November 1989 in Göttingen
            - G2 Frederik Wassmann; * 25. August 1991 in Göttingen
            - G3 Felix Wassmann; * †
            - G4 Jakob Felix Conradin Wassmann; * 11. April 1996 in Göttingen
            - G5 Jonathan Luis Benjamin Wassmann; * 3. August 1998 in Herzberg

        - E3. Ludmilla zu Castell-Castell; * 3. Dezember 1928 in München (?); † 15. Februar 1948 in Oberstdorf

  - B2. Dorothea Christiane Caroline zu Castell-Castell[7][9]; * 20. Januar 1793; † 20. Februar 1796; = St. Johannes, Castell
  - B3. Dorothea Christiane Klementine Luise zu Castell-Castell[7]; * 10. Januar 1796; † 6. September 1864 in Meerholz; ⚭ (22. Oktober 1818 in Castell) Joseph zu Ysenburg und Büdingen in Meerholz, Sohn von Johann Friedrich zu Ysenburg und Büdingen in Meerholz und Karoline von Salm, Wild- und Rheingräfin in Grumbach, * 10. Mai 1772 in Meerholz; † 14. März 1822 in Meerholz
  - B4. Albrecht Philipp Ferdinand zu Castell-Castell[7][9]; * 31. Juli 1797 in Castell; † 20. Oktober 1797 in Castell; = St. Johannes, Castell
  - B5. Friedrich Ernst Albrecht zu Castell-Castell[7]; * 28. Juni 1800; † 13. September 1839
  - B6. Carl zu Castell-Castell; * 8. Dezember 1801 in Castell; † 2. März 1850 in Wiesbaden; ⚭ (18. Juli 1837 in Zaro, Dalmatien) Sylvine Vetter von Lilienberg, Tochter von Wenzel Vetter von Lilienberg und Therese von Daun, * 4. März 1810; † 10. Juli 1872 in Wiesbaden
    - C1. Philipp zu Castell-Castell; * 23. März 1840 in Remlingen; † 6. Februar 1876 in Bozen; ⚭ (2. Juni 1863 in Eppstein) Lavinia de Bravura-Manini, * 27. Januar 1833 in Moskau; † 19. Juni 1891 in Wien
    - C2. Adolf zu Castell-Castell; * 14. Oktober 1841 in Remlingen; † 31. August 1912 in Asnières-sur-Seine

### Nebenlinie Faber-Castell
- A1. Alexander Friedrich Lothar von Faber-Castell (behält den ursprünglichen Titel allerdings für sich, seine zweite Frau und ihren Sohn); * 6. Juli 1866 in Rüdenhausen; † 11. April 1928 in Oberstdorf; ⚭ I. (28. Februar 1898 in Stein, 0|0 1918) Ottilie von Faber, * 6. September 1877 in Stein; † 28. September 1944 in Nürnberg; ⚭ II. (15. Juli 1920 in Stein) Margit Zedtwitz von Moravan und Duppau, * 30. September 1886 in Duppau; † 25. Oktober 1973 in Schloss Schwanberg, Schwanberg
  - B1. (I.) Elisabeth Bertha Emma Ottilie Johanna Sophie Marie Luitgard von Faber-Castell; * 15. Januar 1899 in Stein; † 11. Februar 1986 in Gmunden; ⚭ I. (21. Dezember 1920 in München, 0|0 1930) Hubert Frommel, * 25. Oktober 1899 in München; † 24. Februar 1970 in München; ⚭ II. (31. Januar 1933 in Stein) Nikolaus von Bismarck-Schönhausen, * 26. Mai 1896 in Königsberg; † 20. Januar 1940 in Berlin; ⚭ III. (15. Juli 1947 in Viechtwang) Max Buchegger, * 23. Februar 1919 in Viechtwang; † 30. Mai 1968
  - B2. (I.) Marie Gabrielle Hedwig von Faber-Castell; * 31. August 1900 in Stein; † 26. November 1985 in Schloss Appelhof; ⚭ I. (17. Mai 1920 in Stein, 0|0 1931) Max Hugo zu Hohenlohe-Öhringen; * 25. März 1893; † 17. Oktober 1951 in Schrozberg; ⚭ II. (24. April 1935 in Berlin) Lüder Lahmann, * 31. Dezember 1914 in Dresden; † 18. Juli 1959 in Frankfurt am Main
  - B3. (I.) Irmengard Luise Bertha Clementine von Faber-Castell; * 11. Januar 1904 in Schwarzenbruck; † 14. Oktober 1972 in Salou, Spanien; ⚭ I. (27. Mai 1926 in Würzburg, 0|0 1939) Friedrich Wilhelm Hornstein, * 29. Juli 1895 in München; † 9. Oktober 1965 in Konstanz; ⚭ II. (31. August 1958 in Hadamar) Karl-Heinz Licht, * 1. Februar 1920 in Berlin; † 6. Januar 1968 in Salou, Spanien
  - B4. (I.) Roland Lothar Wolfgang Christian Ernst Wilhelm von Faber-Castell; * 21. April 1905 in Schwarzenbruck; † 2. Februar 1978 in Ansbach; ⚭ I. (23. Januar 1928 in London, 0|0 1935) Alix-May von Frankenberg und Ludwigsdorf, * 20. September 1907 in München; † 19. Dezember 1979 in Polop, Spanien; ⚭ II. (8. Dezember 1938 in Stein, 0|0 1969) Katharina Sprecher von Bernegg, * 24. Juni 1917 in Zürich; † 22. April 1994 in Küsnacht; ⚭ III. (14. August 1969 in Stein) Ursula Boden, * 4. Oktober 1924 in Wurzen; † 8. November 2003 in Wien
    - C1. Felicitas Ottilie Viktoria-Luise Marie Antoinette Berta von Faber-Castell; * 10. Juli 1929 in Stein; ⚭ (20. Juli 1966 in München) Tschammer Wagner, * 11. April 1928 in Neiße
    - C2. Erika-Elisabeth Wilhelmine Margarete von Faber-Castell; * 2. September 1930 in Dürrenhembach; ⚭ (16. November 1953 in Stein) Edzard von Wedel Baron Wedel-Jarlsberg, * 15. Februar 1924 in Göttingen; † 12. Juni 1969 in Zürich
    - C3. Alexander-Roland Wulf-Diether Konrad Alfred Lothar von Faber-Castell; * 27. April 1932 in Stein; † 22. September 2004 in Haibach, Oberösterreich; ⚭ (29. Juli 1958 in Appelhof, 0|0 1962) Alke Lahmann, * 25. Oktober 1936 in Berlin-Wilmersdorf
      - D1. Constantin Alexander Christian von Faber-Castell; * 5. November 1958 in Herrsching am Ammersee; ⚭ (26. Juni 1992 in Erfurt) Christin Gloczinski, * 9. Juni 1966 in Erfurt
        - E1. Camilla Marie Marielle Alke Sigrid von Faber-Castell; * 8. Oktober 1992 in Erfurt

      - D2. Lothar Alexander Carl-Otto Lüder von Faber-Castell; * 29. März 1960 in Nürnberg; ⚭ (20. November 1992 in Nürnberg) Petra Götz, * 8. Dezember 1965 in Nürnberg
        - E1. Maximilian von Faber-Castell; * 26. November 1993 in Fürth

      - D3. Andrea Margarita Alke Sophie Maria Gabriela Ellen Julia von Faber-Castell; * 16. September 1961 in Nürnberg; ⚭ (27. August 1999 in Thalmässig) Alexander Beckstein, * 18. Mai 1970 in Nürnberg

    - C4. Hubertus Alexander Wolfgang Rüdiger Emanuel Wilhelm von Faber-Castell; * 8. April 1934 in München; † 29. Januar 2007; ⚭ I. (20. Mai 1960 in Frankfurt am Main, 0|0 1967) Liselotte Baecker, * 20. August 1939 in Frankfurt am Main; ⚭ II. (15. März 1970 in Meerbusch (civ.), 21. März 1970 in Meerbusch (rel.), 0|0 1982) Adelheid von der Leyen zu Bloemersheim, * 6. November 1945 in Homberg; † 23. Mai 2010 in Wiesbaden; ⚭ III. (21. Januar 1984 auf Sylt) Dorothea Mühlbach, * 11. Januar 1948 in Bochum; † 16. Mai 2006
      - D1. (I.) Caroline Elisabeth Renate von Faber-Castell; * 20. August 1961 in Düsseldorf; ⚭ (22. September 1989 in Düsseldorf (civ.), 29. Juli 1990 in Schloss Stein, Stein (rel.)) Michael Gotzens, * 3. März 1958 in Düsseldorf
      - E1. Antonia-Sophie Gotzens
      - E2. Alessandra-Louisa Gotzens
      - E3. Nicholas Michael Martin Heinrich Wolfgang Gotzens
      - D2. (I.) Patrick Alexander Hubertus von Faber-Castell; * 4. Juni 1965 in Düsseldorf; ⚭ (12. Dezember 2006 in New York City (civ.), 7. Juli 2007 in Schloss Stein, Stein, 0|0 2015) Mariella Ahrens, * 2. April 1969 in Leningrad, Sowjetunion
        - E4. Lucia Marie Christina von Faber-Castell; * 2007 in Berlin

      - D3. (II.) Floria-Franziska Marie-Luise Erika von Faber-Castell; * 14. Oktober 1974 in Düsseldorf; ⚭ (25. April 2003 in Wiesbaden (civ.), 17. Mai 2003 in Kronberg (rel.)) Heinrich Donatus von Hessen, * 17. Oktober 1966 in Kiel

    - C5. Angela Katharina Edith Alexandra von Faber-Castell; * 4. Juli 1939 in Nürnberg; † 29. August 1991 in München; ⚭ (29. August 1959 in Chêne-Bougeries, Schweiz (civ.), 17. Oktober 1959 in Stein (rel.), 0|0 1986) Heinrich von Kölichen, * 18. August 1926 in Kittletztreben; † 6. Juni 1991 in München
      - D1. Nadine von Kölichen; * 24. Juli 1969; ⚭ (1999) Christoph Pöppinghaus[10]
      - D2. Stephan von Kölichen[11]
      - D3. Roland von Kölichen[12]

    - C6. Anton-Wolfgang Lothar Andreas von Faber-Castell; * 7. Juni 1941 in Bamberg; † 21. Januar 2016 in Houston, Texas; ⚭ I. (16. Juni 1986 in Las Vegas, 0|0 1986) Carla Mathilde Lamesch, * 15. Juli 1942 in Luxemburg; † 18. Mai 2010 in Little Rock; ⚭ II. (12. Dezember 1987 in Stein) Mary Hogan, * 25. November 1951 in St. Louis, Missouri
      - D1. (I.) in die Ehe gebracht, Charles Alexander von Faber-Castell; * 1980 in Zürich; ⚭ (30. September 2011 in Stein (civ.), 26. Mai 2012 in Stein (rel.)) Melissa Eliyesil, * 1984 in Istanbul
        - E1. Leonhard Alexander Anton-Wolfgang von Faber-Castell; * 14. April 2016[13]
        - E2. Carla Victoria Adelaida von Faber-Castell; * 7. Juni 2017[14]

      - D2. (II.) Katharina Elisabeth von Faber-Castell; * 1988 in New York City
      - D3. (II.) Victoria Maria Cornelia Ottilie von Faber-Castell; * 1996 in New York City
      - D4. (II.) Sarah Anne Angela Nadine von Faber-Castell; * 1996 in New York City

    - C7. Andreas Wilhelm Christian Eberhard von Faber-Castell; * 1. Juni 1946 in Dürrenhembach; ⚭ (6. Januar 1973 in Princeton, New Jersey) Virginia Ruth Porter, * 31. Januar 1947 in Trenton, New Jersey
      - D1. Natalie Grace Anna Katharina von Faber-Castell; * 1976 in Sydney; ⚭ (8. Oktober 2005 in Stein) Salvatore Lacaria, * 16. Dezember 1968
      - D2. Alea Virginia Andrea Christina von Faber-Castell; * 1978 in Sydney; ⚭ (8. Januar 2006 in Sydney) Brian Martin McGabhan
      - D3. Anton Andreas Wilhelm Christian Alexander von Faber-Castell; * 1983 in Sydney; ⚭ (16. Mai 2014 (civ.), 17. Mai 2014 (rel.)) Kate Stahl

    - C8. Christian Albrecht Bernhard Konstantin von Faber-Castell; * 17. Mai 1950 in Konstanz; ⚭ (11. Oktober 1987 in Küsnacht) Barbla Mani, * 4. November 1951 in Thusis, Schweiz
      - D1. Alexandra von Faber-Castell; * 1991 in Zürich

    - C9. Katharina Lucia Ricarda Emilie von Faber-Castell; * 12. August 1952 in Zürich; ⚭ (25. August 1989 in Zürich) Bruno Guglielmetti, * 12. Februar 1951 in Zürich
    - C10. Cornelia von Faber-Castell; * 27. August 1961 in Zürich; ⚭ I. (30. August 1991 in Küsnacht, 0|0 2006) Serge Perriard, * 11. Juli 1961 in Zürich; ⚭ II. (2. September 2011 in Küsnacht) Claudio Maira, * 7. November 1974 in Wädenswil

  - B5. (II.) Radulf Friedrich Kurt Casimir Adolf Sigmund Ferdinand Roland zu Castell-Rüdenhausen; * 22. August 1922 in Stein; † 7. Oktober 2004 in Schwanberg